# Rudi Carrell

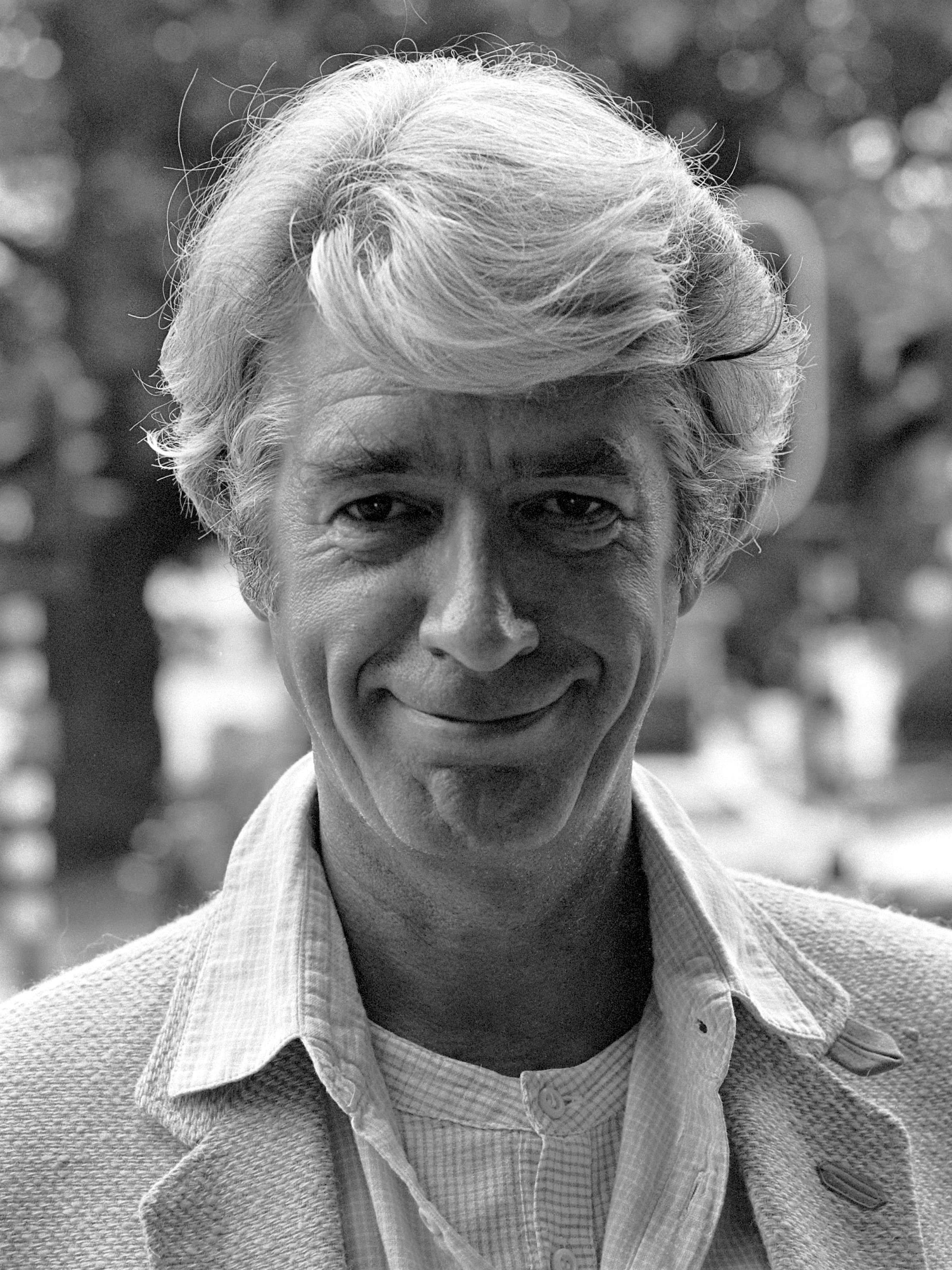
Rudi Carrell (1980)

Rudi Carrell, bürgerlich Rudolf Wijbrand Kesselaar (* 19. Dezember 1934 in Alkmaar; † 7. Juli 2006 in Bremen), war ein niederländischer Showmaster, Sänger und Schauspieler, der im niederländischen und deutschen Fernsehen mit zahlreichen Fernsehshows Erfolge hatte und der ab 1965 mit Unterbrechungen in Deutschland lebte. Seine größten Erfolge im deutschen Fernsehen hatte er zwischen 1965 und 1992 in der ARD mit den Samstagabendshows Die Rudi Carrell Show (1965–1973), Am laufenden Band (1974–1979), Die verflixte 7 (1984–1987) und Die Rudi Carrell Show – Laß Dich überraschen (1988–1992).

## Leben

### Als Amateur
Den ersten Bühnenauftritt hatte Carrell am Tag vor seinem 14. Geburtstag. Bei einem Schulabend für Schüler, Eltern und interessierte Alkmaarer führte er als Conférencier durch das Programm. Es war ein so großer Erfolg, dass er alle weiteren Schulabende präsentieren durfte. Bei einer Aufführung von Het gulden Vlies (Das goldene Vlies) durch die Schultheatergruppe im Alkmaarer Theater 1949 wurde Carrells Spiel von der Lokalzeitung Alkmaarsche Courant mit „höchster Professionalität“ beschrieben. Darauf gestattete der Direktor des Theaters Carrell, alle Aufführungen kostenlos von einer hochgelegenen Balustrade aus zu verfolgen.
Mit 15 Jahren verließ Carrell die Schule, er arbeitete zunächst als Erntehelfer, um sich einen dreimonatigen Paris-Besuch leisten zu können, wo er vor allem die Passanten auf den Straßen beobachtete. Beeindruckt hatte ihn, wie im Lido eine einzige Dekoration variiert wurde, indem man eine Tanzfläche von oben hinzufügte oder einen Wasserfall ergänzte. Im Februar 1951 begann Carrell eine Lehre bei der Hoornschen Crédit- und Effektenbank in Alkmaar, die er nicht beendete.
Im November 1952 wechselte er zu seinem Vater André Carrell, einem Komiker und Conférencier, und war für dessen Ensemble als Sekretär und Assistent tätig. Gelegentlich absolvierte er dabei schon kleine Auftritte.

### Anfänge als Berufskünstler

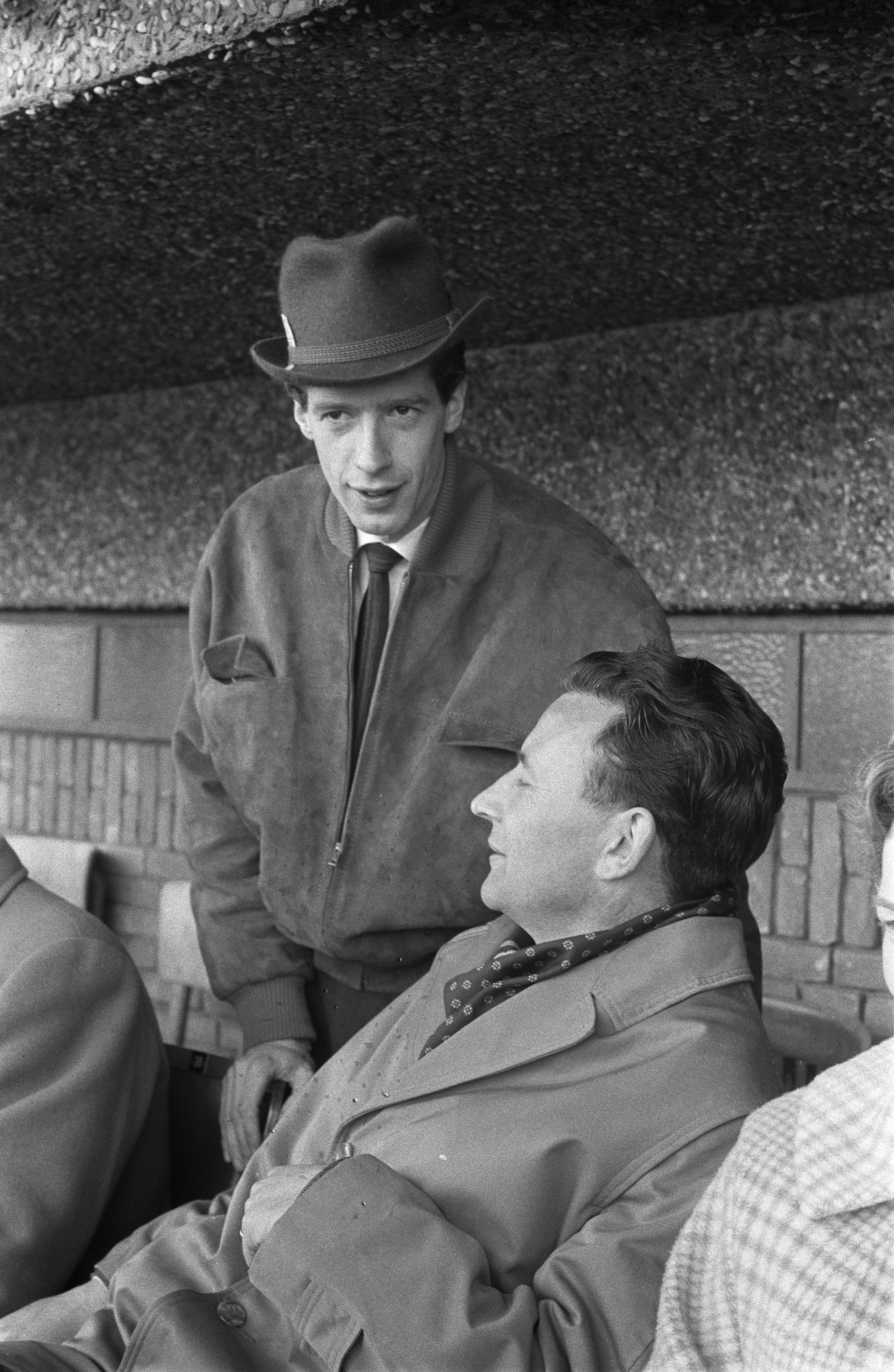
Rudi Carrell im Olympiastadion Amsterdam, 1960

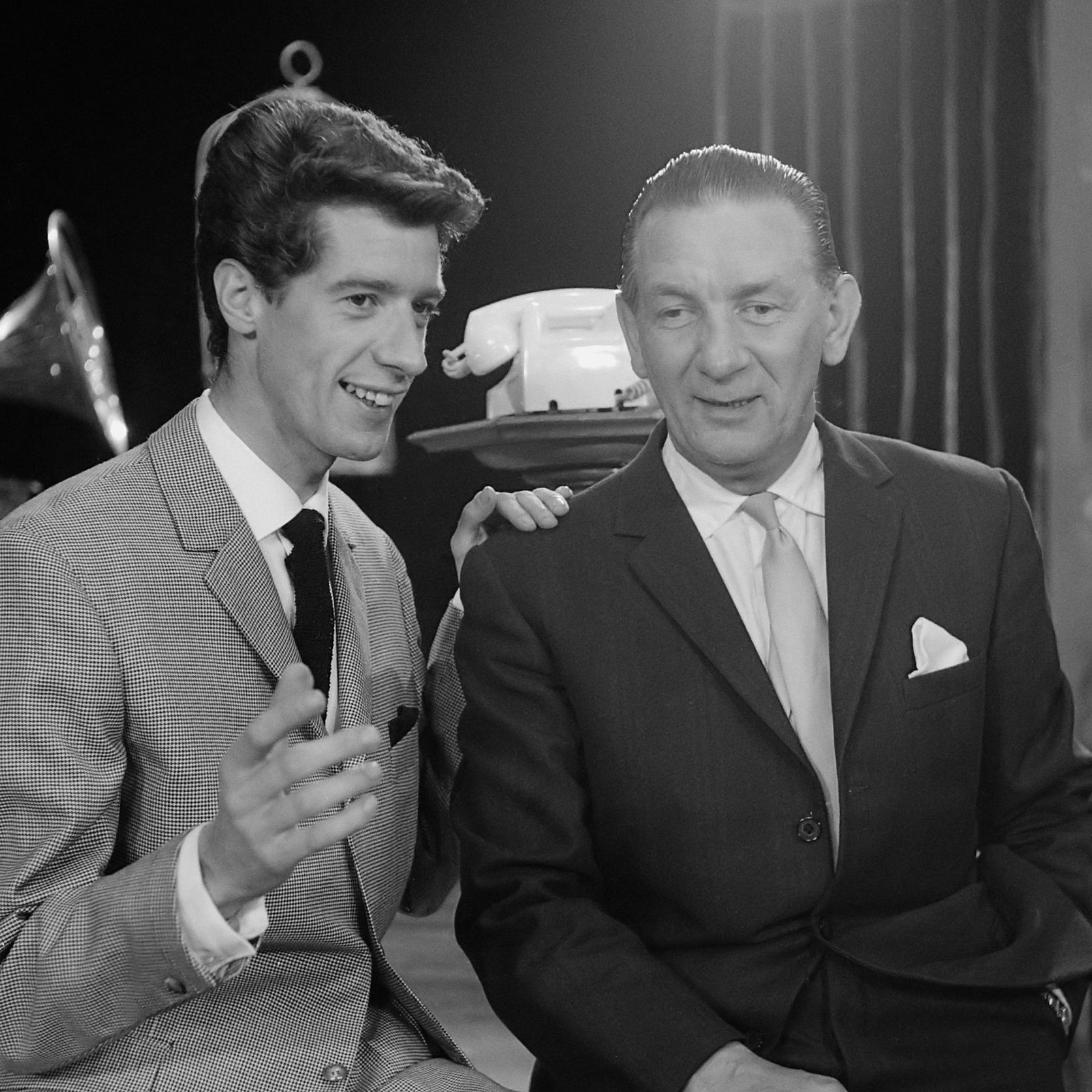
Rudi Carrell mit seinem Vater 1960

#### Bei Veranstaltungen
Als Berufskünstler trat Carrell erstmals am 17. Oktober 1953 im Arnheimer Konzertsaal Musis Sacrum auf. Ursprünglich wurde André Carrell für eine Betriebsveranstaltung angefragt, war aber für den Tag schon gebucht, deswegen schlug Rudi am Telefon vor, er könne alles von seinem Vater auswendig und das Engagement übernehmen. André stimmte zu mit den Worten: „Na, dann mach mal“, woraufhin Rudi erstmals unter dem Namen Rudi Carrell auftrat. Es wurde ein so großer Erfolg, dass der Theaterkritiker seinen Ausführungen die Überschrift gab: „Rudi Carrells Kabarett amüsiert das Personal der Gemeindebetriebe“.
Der Erfolg veranlasste Carrell, umgehend ein eigenes Ensemble zu gründen, das er Rudi Carrell’s Cabaretgezelschap (Rudi Carrells Kabarettgesellschaft) nannte und mit dem er 1953 noch sechs Mal auftrat. Die ersten Kritiken bemängelten noch, dass das Programm sehr an André Carrell erinnere, aber im Laufe des Jahres 1954 gelang es Rudi, einen eigenen Stil zu finden. Wie alle Kleinkunstgruppen, so trat auch Rudi Carrell’s Cabaretgezelschap bei den unterschiedlichsten Veranstaltungen auf. Carrell präsentierte überdies gerne Jazzveranstaltungen, da er selbst großer Jazzfan war. Im Jahr 1954 hatte Carrell bereits 37 Auftritte mit seiner Gruppe, 36 Auftritte mit seinem Vater, 27 Kindervorstellungen und drei Engagements im Radio.
Zum Radio kam Rudi Carrell durch die Vermittlung seines Vaters; der erste Auftritt fand im Sommer 1954 in Leeuwarden statt. Dort trat er beim Bonte Dinsdagavondtrein (Bunter Dienstagabendzug) auf, einer populären Unterhaltungssendung des Senders AVRO.

#### Carrell & Matron
Huub Matron (1923–2005) war Teil eines bekannten Komikerduos, das sich aufgelöst hatte. So suchte er im August 1956 einen Partner, um die noch bestehenden Verträge erfüllen zu können, darunter ein Radio- und ein Fernsehauftritt. Carrell sagte sofort zu, da er die Chance sah, schnell bekannt zu werden. Die Zusammenarbeit funktionierte nicht, aber Radio und Fernsehen nahmen beide als Solokünstler. So stand Carrell am 29. September 1956 erstmals vor einer Fernsehkamera mit einer Solonummer als Fernsehdebütant. Die große Bekanntheit führte dazu, dass er mittlerweile die dreifache Gage verlangen konnte.

#### Krantenjongen
Zur Radiosaison 1956/57 erhielt Carrell von der AVRO einen Festvertrag für den Bonte Dinsdagavondtrein, mit seinen 21 Jahren als jüngster Künstler. Dort spielte er vier Jahre lang und über 200-mal den Krantenjongen (Zeitungsjunge), wobei er zu aktuellen Themen mit selbstgeschriebenen Texten und Liedern Gags machte. Dabei wurde er so bekannt, dass die Presse schon einmal vom Rudi „Krantenjongen“ Carrell sprach. Sein Versuch, mit einer eigenen Show ins Fernsehen der AVRO zu gelangen, scheiterte aber, seine eingereichten Konzepte fanden allesamt keine Beachtung. So blieb es bei gelegentlichen Auftritten und im Juni 1959 endete die Zusammenarbeit letztendlich.

#### Wechsel zur VARA

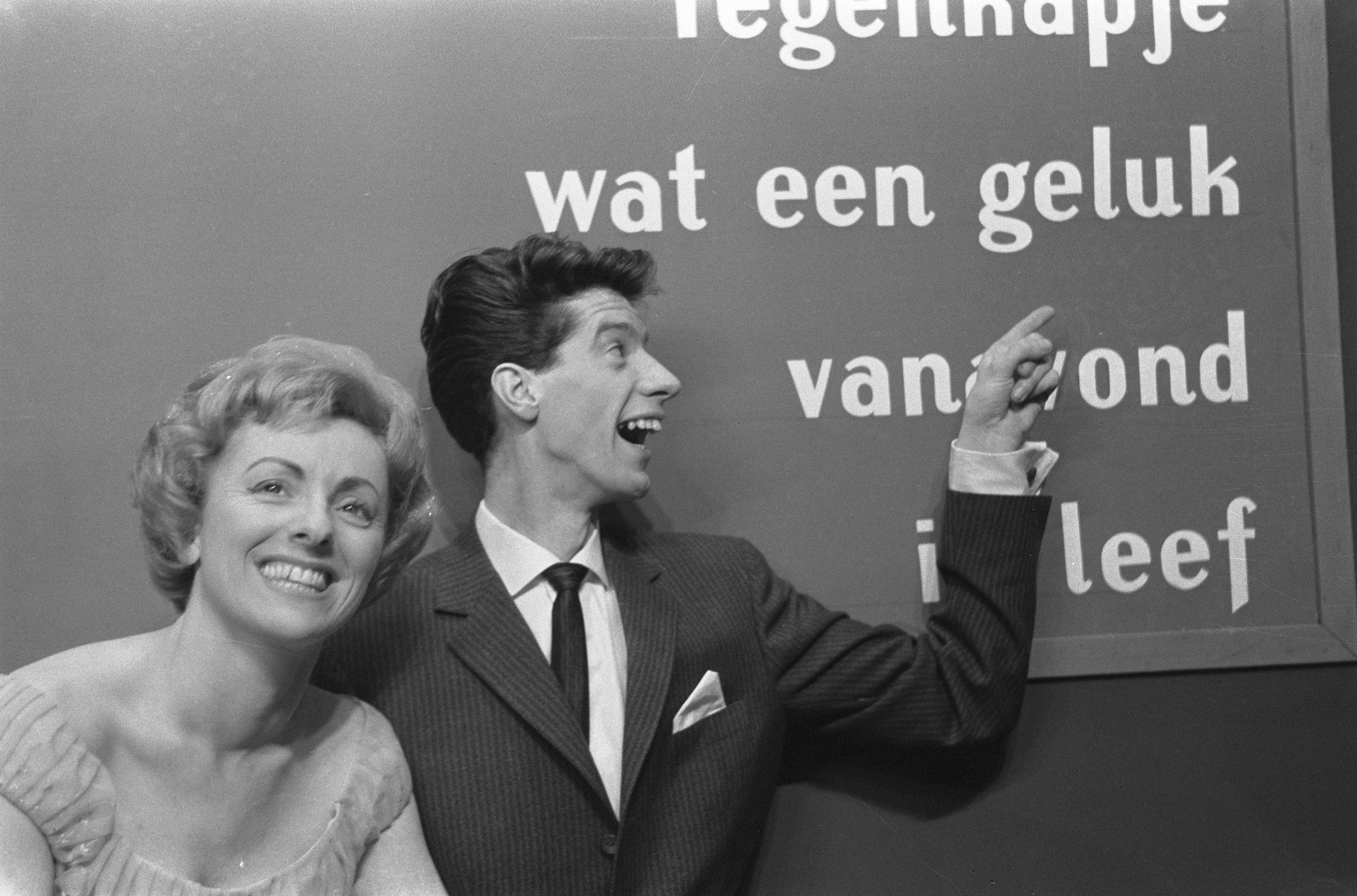
Rudi Carrell mit Annie Palmen

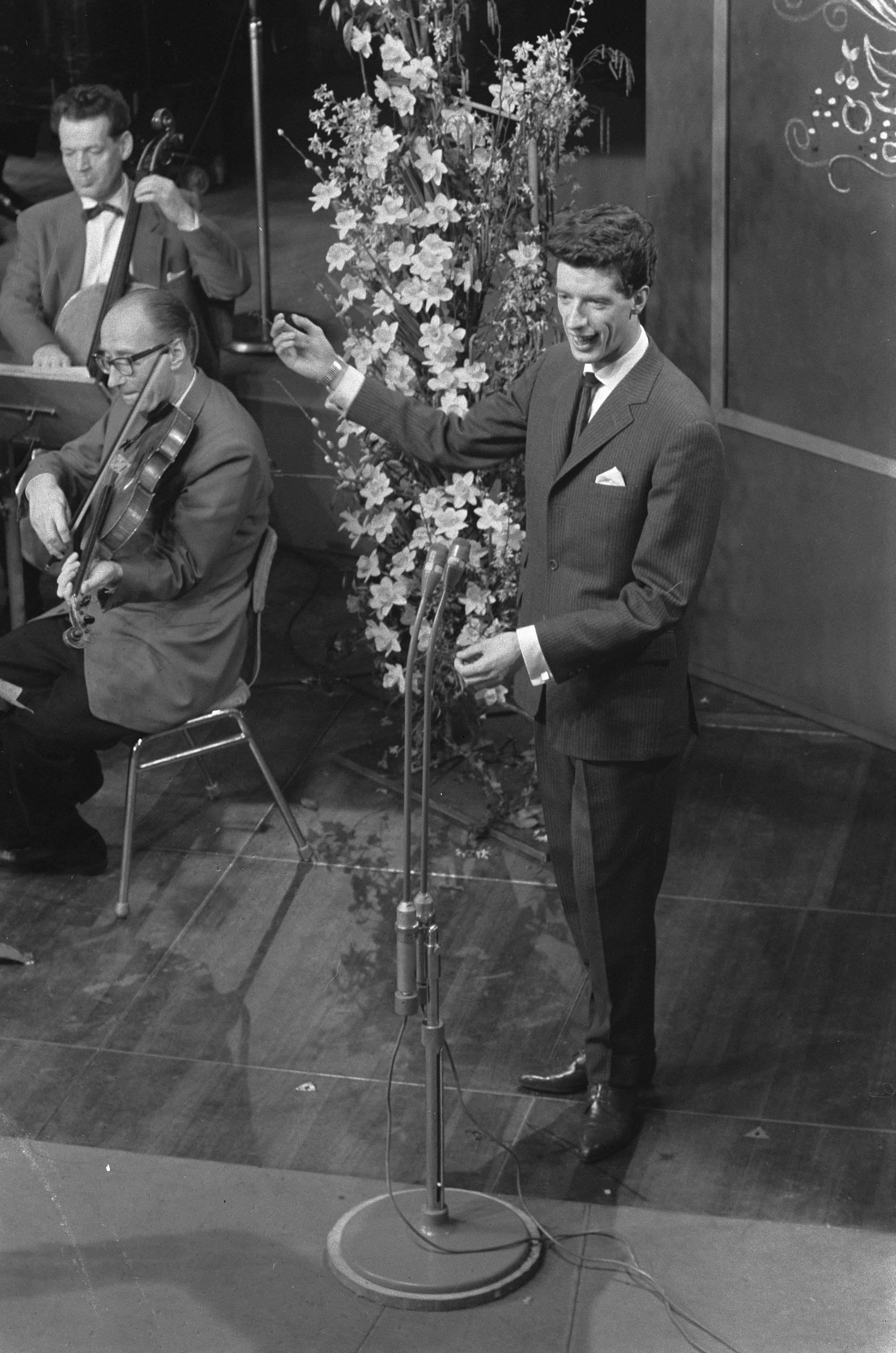
Rudi Carrell beim Vorentscheid in Hilversum

Im Oktober 1959 startete Carrell mit einer eigenen Radioshow beim Sender VARA, die sich Week uit, week in (Woche aus, Woche ein – in Umkehrung der gebräuchlichen Redewendung) nannte. Dafür schrieb Carrell auch Musik, wobei er keine Noten lesen konnte und deswegen mit seinen Einfällen stets einen befreundeten Komponisten besuchen musste. Die Show war ein großer Erfolg, ein Fernsehengagement ließ dennoch auf sich warten.

#### Grand Prix Eurovision de la Chanson
Die Komponisten Willy van Hemert und Dick Schallies boten Carrell an, ihn mit ihrem Titel Wat een geluk (Was für ein Glück) für den Eurovision Song Contest 1960 vorzuschlagen. Die beiden hatten den letzten Siegertitel geschrieben. Die Vorauswahl übertrug die AVRO am 9. Februar 1960 live im Fernsehen. Jedes Lied wurde von zwei Interpreten gesungen, Carrells Titel auch von Annie Palmen, und Carrell durfte nach London zum Festival reisen. Die Teilnahme brachte ihm eine große Bekanntheit. Und nachdem er Zweitletzter geworden war, machte er sich im Radio darüber lustig, was sehr gut ankam. Beides zusammen führte zu Fernsehangeboten von KRO und VARA.

### Als Fernseh-Showmaster

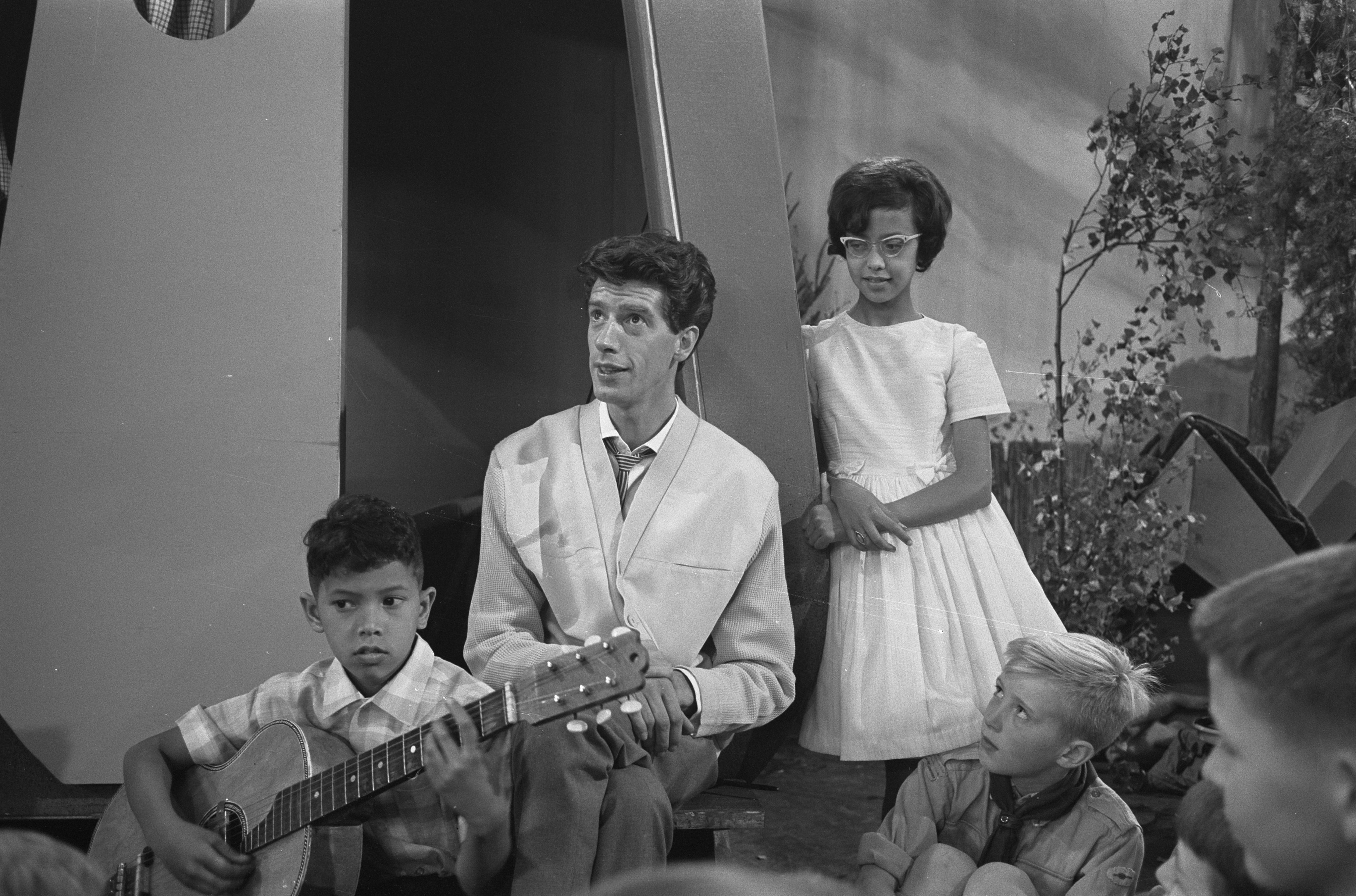
Rudi Carrell mit Sandra Reemer und deren Bruder Franky in der Rudi Carrell Show, 1962

#### Rudi Carrell Show
Carrell schlug Angebote des Senders KRO aus und blieb bei der VARA. Er bestritt eine einzelne Sendung mit seinem Vater André Carrell und bekam daraufhin eine eigene Sendereihe, die er ganz nach seinen Wünschen gestalten durfte. De Rudi Carrell Show geriet zu einem großen Erfolg und wurde von 1961 bis 1965 sowie von 1967 bis 1968 auf VARA ausgestrahlt.
Für das deutsche Fernsehen adaptierte Carrell die Show und sie lief unter dem Titel Die Rudi Carrell Show von 1965 bis 1967 und von 1968 bis 1973 mit ähnlich großem Erfolg im deutschen Fernsehen.

#### Silberne Rose von Montreux
In der Saison 1963/64 ließ Carrell seine Rudi Carrell Show pausieren, um beim Wettbewerb Rose d’Or teilzunehmen. Es handelte sich um die 40-minütige Sendung De Robinson Crusoë Show, welche mit der Silbernen Rose tatsächlich einen der drei Hauptpreise gewann. In Montreux lernte Carrell Mike Leckebusch von Radio Bremen kennen. Es kam zu einem Vertrag mit Radio Bremen über 9 Ausgaben einer deutschen Rudi Carrell Show, die von 1965 bis 1967 ausgestrahlt wurden. Nach einem einjährigen Intermezzo bei der VARA folgten weitere 18 Ausgaben.

#### Der goldene Schuß (nicht verwirklicht)
Nachdem sich das ZDF von Lou van Burg getrennt hatte, suchte man für die Show Der goldene Schuß einen neuen Moderator. Dabei ging es besonders um die prestigeträchtige nächste Ausgabe, die erste ZDF-Unterhaltungssendung in Farbe. Der Produzent Werner Schmid überredete Carrell bei einem abendlichen Trinkgelage zur Übernahme und informierte umgehend die Presse. Carrell hielt es schon am nächsten Morgen für einen großen Fehler und vermied beim anschließenden Senderbesuch, einen Vertrag zu unterschreiben. Er bat den Leiter seines niederländischen Senders, Jan de Troye, er solle etwas von einem – erfundenen – Exklusivvertrag berichten, und so lautete eine Zeitungsschlagzeile: „Holländisches Fernsehen verbietet Carrell die Übernahme vom Goldenen Schuß“. Rückblickend glaubte Carrell, dass diese Show seine Karriere in Deutschland „zu Grabe getragen hätte“.

#### Am laufenden Band

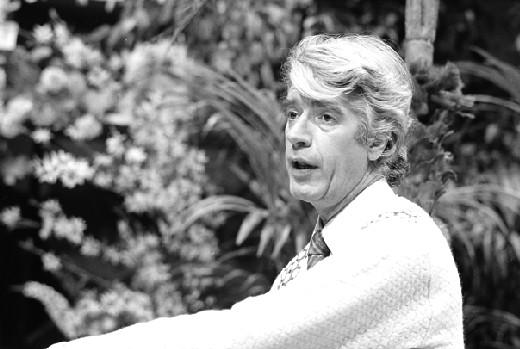
Rudi kan het niet laten, 1980

Von 1973 bis 1974 fand der Übergang der Rudi Carrell Show zu Am laufenden Band statt, einer Spielshow mit Kandidaten, die nun 90 Minuten anstatt 60 Minuten Sendezeit hatte und mit riesigem Erfolg bis 1979 ausgestrahlt wurde. Mit der letzten Sendung setzte sich Carrell vorübergehend zur Ruhe. Im November 1980 erschien aber schon Rudi kan het niet laten, Liedjesprogramma im Programm der VARA. Es handelte sich um eine 40-minütige Sendung aus den Fundushallen des niederländischen Fernsehens, in der Carrell seine aktuellen Lieder sang, darunter Liebling, die Deutschen sterben aus in deutscher Sprache. Als Sketchpartner fungierten Ab Hofstee (1919–1985), der einen Lageristen spielte, und eine Schulklasse, die zur Besichtigung kam. Man zeichnete auch eine deutsche Version auf; sie lief am 1. Januar 1981 um 20:15 Uhr unter dem Titel: Rudi kann’s nicht lassen, Geschichten und Lieder mit Rudi Carrell.

#### Rudis Tagesshow

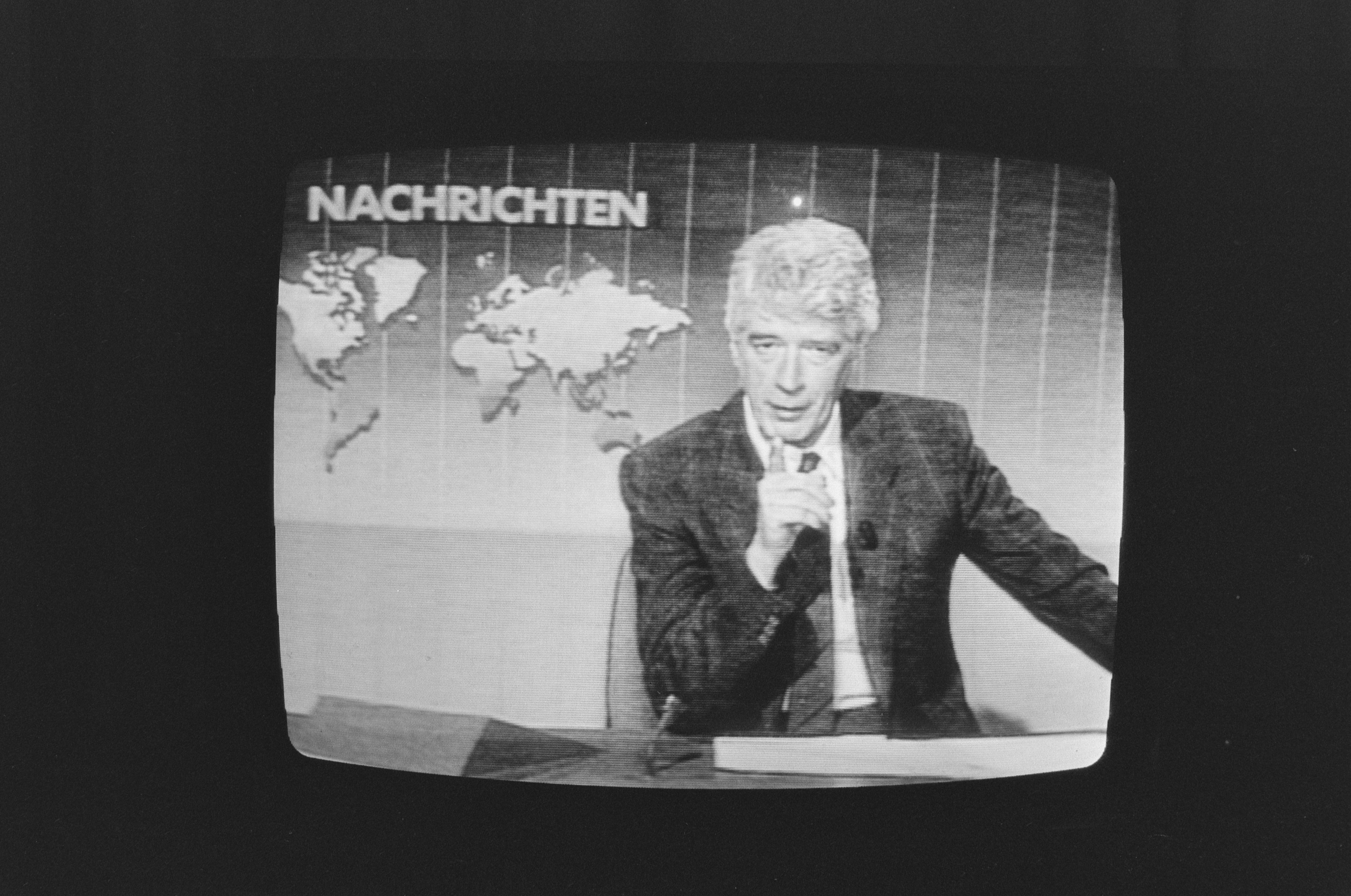
Rudis Tagesshow, 1987

Im Herbst 1981 startete Rudis Tagesshow, eine 30-Minuten-Sendung, deren Erfolg Carrell dazu bewog, erneut eine große Samstagabend-Show zu präsentieren. Rudis Tagesshow endete 1987 auf Carrells Wunsch hin, obwohl der Sender gerne eine weitere Staffel produziert hätte.

#### Die verflixte 7
Den Wiedereinstieg in die große Abendshow vollzog Carrell mit einer erfolglosen Generationsshow, Unter dem Regenbogen, die zu Silvester 1983 um 20.15 Uhr lief. Es folgte eine Staffel De 1, 2, 3 Show für eine Spendenaktion im niederländischen Fernsehen, deren immenser Erfolg zum deutschen Pendant Die verflixte Sieben führte. Es handelte sich um eine Spielshow, welche die Ideen von Am laufenden Band teilweise wieder aufgriff. Sie war in Deutschland ein großer, aber kein überwältigender Erfolg.

#### Herzblatt
Hatte Carrell bislang Rudis Tagesshow als kleinere Show neben der großen Samstagabend-Unterhaltung gemacht, so folgte nun die Verkuppelungsshow Herzblatt. Diese führte zu Einschaltzahlen, wie sie am Vorabend sonst unbekannt waren, so dass sie nach Carrells Ausstieg von anderen Moderatoren weitergeführt wurde. Ein Jahr nach dem Start von Herzblatt übernahm Carrell im Film Starke Zeiten die Rolle des Moderators eines ähnlichen Formats und veralberte die Kandidaten.

#### Die Rudi Carrell Show – Laß Dich überraschen
Mit der Rudi Carrell Show – Laß Dich überraschen, die meist nur als Überraschungsshow bezeichnet wurde, konnte Carrell wieder einen ebenso großen Erfolg erzielen wie mit Am laufenden Band. Zeitweise lagen die Zuschauerzahlen über jenen von Wetten, dass..?. Die Show endete aufgrund Carrells Engagement beim Privatsender RTL und war seine letzte Samstagabend-Show.

#### Rudis halbe Stunde
Ab 1989 präsentierte Rudi Carrell bei West 3 Geschichten, die hinter den Kulissen seiner Shows passierten, sowie kleine Reportagen über besondere Menschen.

#### Rudis Tiershow
Rudis Tiershow war eine kleinere Show für das Vorabendprogramm, die Radio Bremen von 1992 bis Oktober 1993 produzierte. Wegen des Weggangs zu RTL kam es nach zwei Jahren zu keiner weiteren Staffel mehr, obwohl der Sender gerne noch welche produziert hätte. In der Show ging es vorwiegend um Hunde, die unter Anleitung ihrer Halter Agility-artige Parcours bewältigen mussten. Sie hatte etwa 4 Mio. Zuschauer, was einen ausgezeichneten Wert darstellte.

#### Rudis Lacharchiv
Rudis Lacharchiv zeigte Darbietungen aus seinen alten Shows, die von Rudi Carrell angekündigt wurden, der sich dazu in einem Videoarchiv befand. Vor- und Abspann der Sendung zeigten umfallende Kunststoffbehälter für Videobänder. Die Sendung produzierte Radio Bremen von 1995 bis 1996.

#### Rudis Suchmaschine
Ab dem 6. Juni 2000 zeigte Das Erste dienstags um 21:05 Uhr Rudis Suchmaschine, in der Carrell Kuriositäten aus der Welt des Internets präsentierte. Dazu wurde ein prominenter Gast eingeladen, der seine bevorzugten Internet-Seiten vorstellte. Es kamen auch einige alte Sketche vor. Die Sendung zeichnete sich durch minimalen Aufwand aus und war ein so geringer Erfolg, dass nur 8 der 10 produzierten Folgen ausgestrahlt wurden.

### Bei RTL

#### J. E. Entertainment
Carrell zeigte sich Ende der 1980er Jahre unzufrieden mit den Zuständen bei den öffentlich-rechtlichen Anstalten, gleichzeitig wollte Helmut Thoma ihn für seinen Sender RTL gewinnen. So kam es im September 1991 zur Gründung von J. E. Entertainment in Köln. Carrell war an diesem Produktionsunternehmen mit 25 % beteiligt und brachte dort auch seine Ideen ein. Es handelte sich um einen deutschen Ableger der niederländischen Firma von  Joop van den Ende, mit dem Carrell schon bei der Verflixten 7 zusammengearbeitet hatte. Carrell wollte zunächst im Hintergrund bleiben, aber man verkündete bereits zu Beginn, dass eine Carrell-Show geplant sei. Dies gefiel den Intendanten der ARD-Sender mit Ausnahme von Radio Bremen nicht. Sie verboten den gleichzeitigen Auftritt von Moderatoren bei einem Privatsender und im Ersten. Diese Regel wurde mit der Rückkehr Thomas Gottschalks zu Wetten, dass..? aufgehoben, zu diesem Zeitpunkt waren aber bereits sämtliche Carrell-Shows bei der ARD beendet. Carrell hatte an den Konzepten einiger Sendungen bei RTL mitgewirkt, darunter Wie bitte?! und Mini Playback Show.

1994 verließ Carrell das Unternehmen: 

„Ich bin als Teilhaber ausgestiegen, weil ich die Kombination Produzent und Showmaster nicht richtig fand. Als ich eine Idee hatte für eine neue Show mit maximal sieben Folgen, wollte die Firma gleich noch zwanzig Folgen an den Sender verkaufen. Ich wollte nur noch Showmaster sein und bekam, nachdem ich die Firma zwei Jahre lang beraten hatte, für meinen Anteil das Hundertfache zurück. Das war das größte Geschäft meines Lebens.“

 Hätte Carrell aber noch bis zum Börsengang im Jahr 1996 gewartet, wäre er Multimillionär geworden. Sein Sohn sagte dazu rückblickend: 

„Er wird sich in dem Moment, als er das erfahren hat, sicherlich geärgert haben, dass er seine Anteile zu früh verkauft hat. Aber später war das nie wieder ein Thema für ihn. Rudi trauert so etwas nicht lange nach, so ein Mensch ist er nicht. Es nützte ja auch nichts, Rudi wollte aussteigen, denn er war nicht einverstanden mit der Richtung, in die J E Entertainment sich entwickelte.“

#### Die Post geht ab!
Im Privatfernsehen hatte Carrell noch eine große Spielshow. Die Post geht ab! war eine Neuauflage von Am laufenden Band, die sonntags im Abendprogramm lief. Die Show brachte enttäuschende Einschaltquoten, so dass es zu keiner zweiten Staffel mehr kam. Eigentlich war Die Post geht ab! nur als Überbrückung gedacht; Carrell wollte gerne eine Überraschungsshow präsentieren, bei RTL hatte man aber Linda de Mol für viel Geld exklusiv verpflichtet, so dass sie Vorrang hatte. Aus Rudis Plänen wurde dann nichts mehr. Dabei hielt Carrell Linda de Mol ebenfalls für talentiert: 

„Es gibt keine weiblichen Showmaster. Bis auf Linda de Mol, die ist sehr vielseitig.“

#### Rudis Urlaubsshow
Der ausbleibende Erfolg von Die Post geht ab! veranlasste Fernsehkritiker, Carrells Karriereende vorherzusehen. Es gab sogar die Aussage: 

„Man könnte meinen, er sei ausgewandert, so still ist es um ihn geworden.“

 Carrell gab sich daraufhin große Mühe, eine erfolgreiche Show auf die Beine zu stellen. Da gerade Serien wie Das Traumschiff populär waren, die in Urlaubsregionen spielten, kam er auf die Idee, eine Show zum Thema Urlaub zu machen und begann im September 1993 mit den Vorbereitungen. Rudis Urlaubshow war eine kombinierte Spiel- und Infotainmentshow, in der Lustiges und Kurioses vorgeführt, aber auch Urlaubsinformationen vermittelt wurden. Bei den Sketchen im Studio spielten beispielsweise Jochen Busse, Hildegard Krekel, Götz Berger oder Katerina Jacob. Zudem gab es Einspielfilme, darunter welche mit dem Aktionskünstler Pascal Sauvage. Rudis Urlaubsshow lief sonntags von 19:10 Uhr bis 20:15 Uhr mit ordentlichem Erfolg. Dies gelang, weil Carrell alle Fehler vermied, die er bei Die Post geht ab! gemacht hatte. Rückblickend hielt er die damaligen Kulissen nämlich für ärmlich und die Kandidaten nicht sorgfältig genug ausgewählt. Ab dem 24. April 1994 liefen zunächst sieben Folgen, mit unregelmäßigen Abständen folgten bis 1996 weitere Staffeln.

#### Rudis Hundeshow
Rudis Hundeshow entsprach im Wesentlichen Rudis Tierschau bei Radio Bremen, es war ebenfalls eine Vorabendshow und zeigte alles rund um den Hund. Zum Team gehörte Gert Haucke, der ein großer Hundeliebhaber war. Die Show lief 1996 sonntags im Vorabendprogramm, wobei es bei einer Staffel blieb.

#### 7Tage, 7Köpfe
Den größten Erfolg bei RTL hatte Carrell mit der satirischen Talkshow 7 Tage, 7 Köpfe: 

„Das ist einfach Wahnsinn und wieder einer der größten Erfolge meines Lebens. Wir haben mehr Zuschauer als Harald Schmidt in einer Woche.“

 Carrell präsentierte die Show nicht selber, er gehörte lediglich bis 2002 zu den Stammgästen, danach hatte er nur noch gelegentliche Kurzauftritte. Er produzierte sie aber bis zu ihrem Ende im Jahr 2005 mit seinem eigens dafür gegründeten Unternehmen.

### Nebentätigkeiten
Um seine Einnahmen zu steigern, hatte Carrell verschiedene Nebentätigkeiten:

#### Tourneen

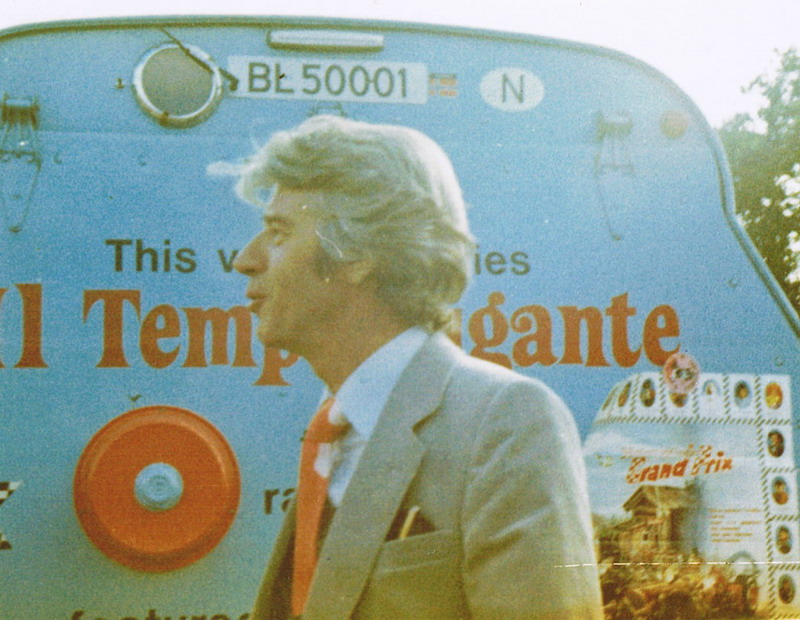
Rudi Carrell, 1976

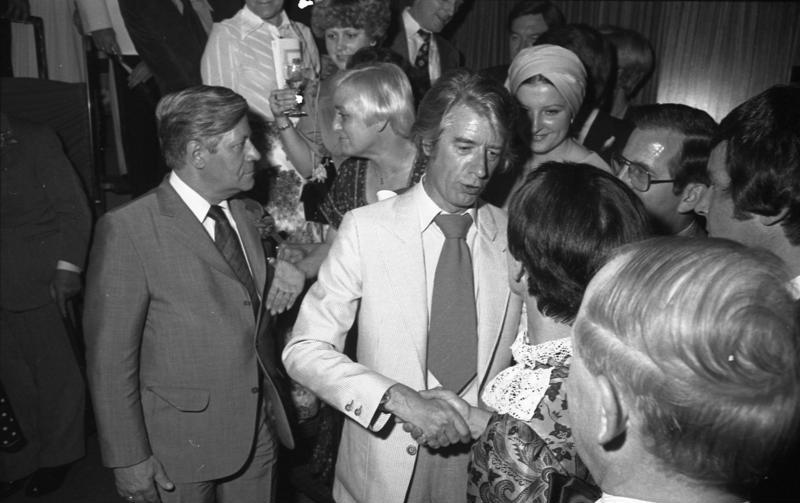
Mit Loki und Helmut Schmidt auf dem Bundeskanzlerfest 1977

Carrell nahm mit wachsender Bekanntheit in Deutschland auch Tourneen an, darunter im Herbst 1969 der Wollexpress 70 gemeinsam mit Chris Howland. Finanziert vom Internationalen Wollsekretariat präsentierten die beiden Gesangstars in 20 Städten. Im Sommer 1970 kam es zu einer Bädertournee, die über die deutschen Nordseeinseln verlief. Erst mit der Geburt des dritten Kindes verzichtete Carrell auf diese Einnahmequelle.

#### Werbung
Bereits 1963 hatte Carrell in den Niederlanden für Oberhemden der Marke Yokol geworben. In Deutschland machte er Werbespots für unterschiedliche Produkte, darunter 1967 für Opal-Strumpfhosen, 1972 für den VW Käfer 1303 und später für De Kuyper Genever, obwohl er gar keinen Genever mochte und keinen Volkswagen fuhr. Von 1977 warb er fünf Jahre lang für Edeka, wovon er besonders überzeugt war, da seine Frau keinen Führerschein besaß und er immer selber zum Supermarkt fuhr. Es handelte sich um einen Exklusivvertrag, der es ihm erlaubte, andere Einnahmequellen zurückzustellen und insbesondere nicht mehr auf Tournee zu gehen.

#### Filme
1970 kam der Film als große Einnahmequelle hinzu, ein Vertrag mit der Lisa-Film über ein Lustspiel für die ganze Familie stellte sich aber als Komödie heraus, in der Carrell fast im gesamten Film als Frau verkleidet vorkommen sollte. Dabei mochte er es überhaupt nicht:

„Wenn es eine Masche im Showgeschäft gibt, die ich hasse wie die Pest, so ist es die Verkleidung. Ein Mann, der sich als Frau verkleidet – ich weiß es –, ist eines der ältesten und sichersten Mittel, das Publikum zum Lachen zu bringen. Aber, nennen sie es Geschmacksache, ich mag es nicht, mehr noch, ich hasse es.“

Nach Wenn die tollen Tanten kommen folgte Tante Trude aus Buxtehude und Die tollen Tanten schlagen zu. Bei Rudi, benimm dich!, dem letzten speziell für Carrell geschriebenen Film, konnte dieser wenigstens noch beim Drehbuch mitreden und musste so nur im halben Film mit Frauenkleidern erscheinen.

#### Schlager
Rudi Carrell trat auch als Schlagersänger in Erscheinung. Sein bekanntestes Werk wurde Wann wird’s mal wieder richtig Sommer?, eine Coverversion von City of New Orleans, das 1975 erschien und in den folgenden Jahren bei jedem verregneten Sommer wieder zum Vorschein kam. Der größte Hit wurde Goethe war gut von 1978, ebenfalls eine Coverversion, die genau wie ihre Vorlage Sweet Violets durch die das Lied durchziehenden frivolen Vexierreime auffällt. Bekanntheit erlangten außerdem Du bist mein Hauptgewinn, das Lied zur ARD-Fernsehlotterie 1977, Der Herr gab allen Tieren ihren Namen und Mein Dorf, eine textnahe Übersetzung des in den Niederlanden populären Wim-Sonneveld-Klassikers Het dorp. Mit dem Ausstieg aus Am laufenden Band beendete Carrell auch seine Schlagerkarriere. Für Die Rudi Carrell Show – Laß Dich überraschen  sang er später noch einmal das Titellied Laß Dich überraschen ein, das mit dem Erfolg der Show selbst sehr bekannt wurde.

#### Biografie
1979 schrieb Carrell auch das Buch Gib mir mein Fahrrad wieder, in dem er Episoden aus seinem Leben mit einer fiktiven Rahmenhandlung verband. Der Titel bezieht sich auf die Beschlagnahme des Fahrrads, was nicht nur seinem Vater, sondern vielen niederländischen Familien in der Besatzungszeit widerfuhr. Der Verleger Fritz Molden hatte schon die Biografie von Hildegard Knef und weiterer Prominenter verlegt, bevor er bei Rudi Carrell anfragte. Der Vorabdruck in Bild vom 13. August bis zum 23. September brachte Carrell 350.000 DM, das Buch blieb mit 50.000 verkauften Exemplaren jedoch hinter den Erwartungen zurück. 1982 ging der Verlag in Konkurs und in der Konkursmasse befanden sich noch 10.000 Exemplare, die Carrell erwarb und für 10 DM mit Signierung überraschend schnell auf Kaffeefahrten verkaufte, auf denen er im Sommer 1983 auftrat.
Das Buch von 1972 Die Welt ist eine Show hatte Dick Harris als Ghostwriter geschrieben. Es beschrieb nur die Karriere, kein Privatleben.

### Privatleben

#### In Alkmaar

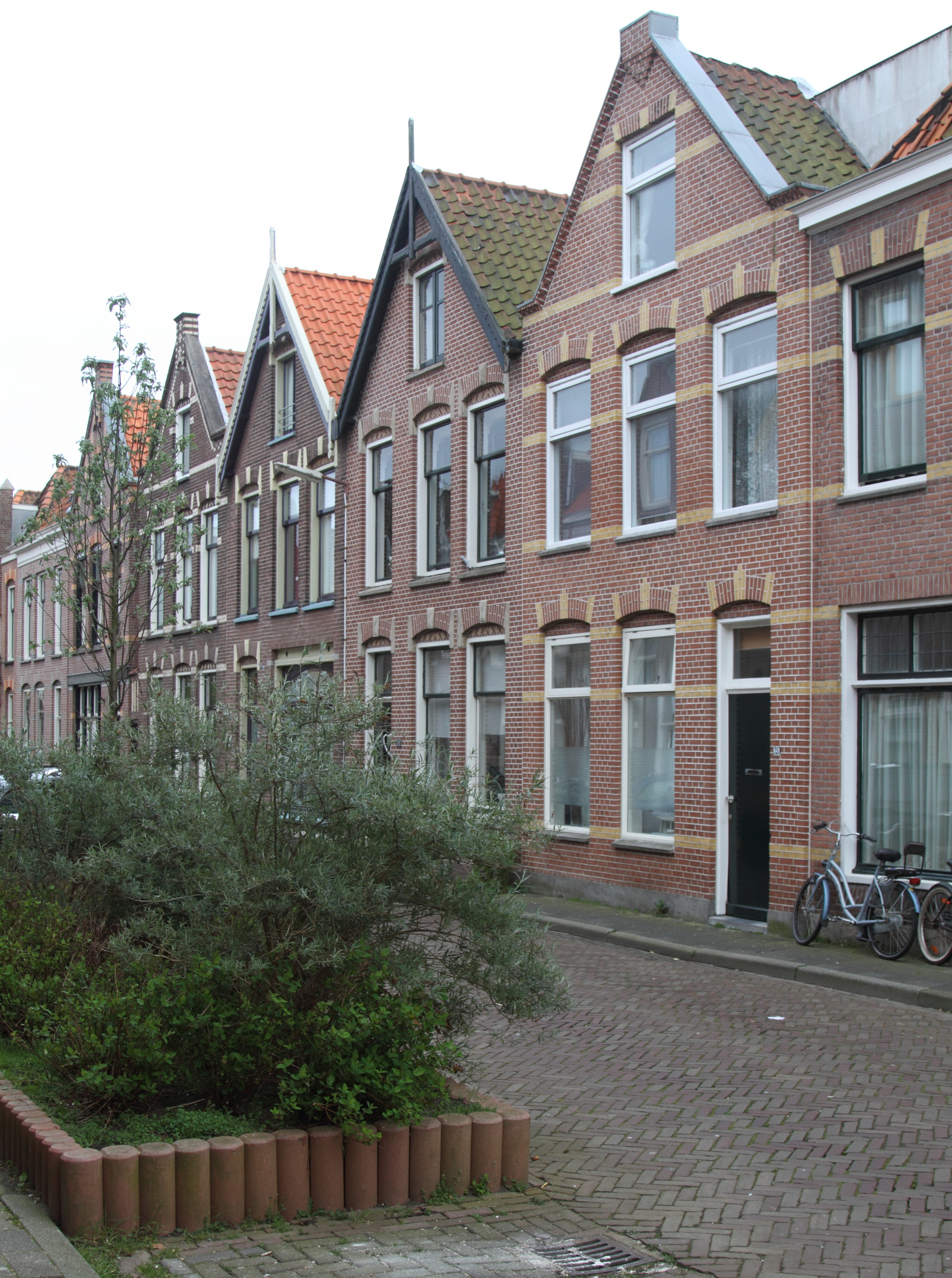
Das erste vollständig abgebildete Haus von rechts ist das Geburtshaus

##### Wohnung
Rudi Carrell wurde in der Spoorstraat 35 geboren, in einem kleinen Haus in der Innenstadt von Alkmaar, wo die Familie im ersten Stock zur Miete wohnte. Bereits im April 1935 zog man aber um und noch einmal im April 1936, diesmal in das Reihenhaus Bergerweg 44. Zwar gehörte nun ein kleiner Garten dazu, die Wohnverhältnisse waren aber immer noch ausgesprochen beengt. Es handelte sich um eine Siedlung, die kurz vor dem Ersten Weltkrieg gebaut wurde. Carrells Familie führte dort ein ausgesprochen bescheidenes Leben, so bestand die Wohnungseinrichtung vor allem aus Apfelsinenkisten und man konnte sich lange Zeit nicht einmal ein Fahrrad leisten. Als es endlich eins gab, wurde es von der deutschen Besatzung beschlagnahmt.
Nach dem Krieg hatte André Carrell zunehmenden Erfolg als Künstler, so dass sich die Familie schon ein wenig Luxus leisten konnte. Als das Fernsehen in den Niederlanden 1951 startete, schaffte er sich schon im folgenden Jahr einen Apparat an. Das Fernsehen begeisterte auch Rudi sehr.

##### Geschwister
Rudi hatte drei Geschwister: Geertruida Catharina, genannt Truus (* 1936), Adriaan (* 1941) und Andries (1944–1994).

##### Freizeitaktivitäten
Rudi verbrachte viel Zeit damit, die Leute auf der Straße zu beobachten und ging mit seiner Schwester Truus sehr häufig ins Kino, wobei sie den Platzeinweisern beim Einsammeln des Mülls halfen und so freien Eintritt bekamen:

„Wir hatten vier Kinos in Alkmaar, alle im Umkreis von hundert Meter. Sonntags gingen wir manchmal dreimal ins Kino und ich habe so viele Filme gesehen, dass ich mich an das meiste gar nicht mehr erinnern kann. Was ich besonders liebte, waren die Filme von Charlie Chaplin – Truus heulte und ich lachte – und dann die vielen Showfilme aus Amerika, mit Fred Astaire und so. Die sah ich teilweise bis zu fünfmal.“

##### Besatzung
Carrell hatte in der Kriegszeit auch Niederländer erlebt, die mit der Besatzung kollaborierten, und war andererseits am Bahndamm einem deutschen Lokführer begegnet, der ihm Kohlevorräte zeigte, so dass er es für unangebracht hielt, deutsche Touristen zu beleidigen. Das erste Mal verließ er im Sommer 1945 die Niederlande, als dänische Bauern hungernde Kinder für zwei Monate zu sich einluden. Bei der Lkw-Fahrt durch Deutschland sah er viele Ruinen und dachte:

„Meine Güte, was müssen die Deutschen auch gelitten haben in diesem Krieg.“

Später überzeugte Carrell der Politiker Sicco Mansholt und dessen Idee vom Zusammenwachsen Europas.

#### In Loosdrecht

##### Wohnung
1955 zog André Carrell nach Neu-Loosdrecht in ein größeres Haus, zu dieser Zeit wohnten seine Kinder noch alle bei ihm. Loosdrecht lag nahe bei Hilversum, wo die Rundfunkanstalten ansässig waren, und zeichnete sich durch eine idyllische Seen-Landschaft aus.

##### Truus de Vries

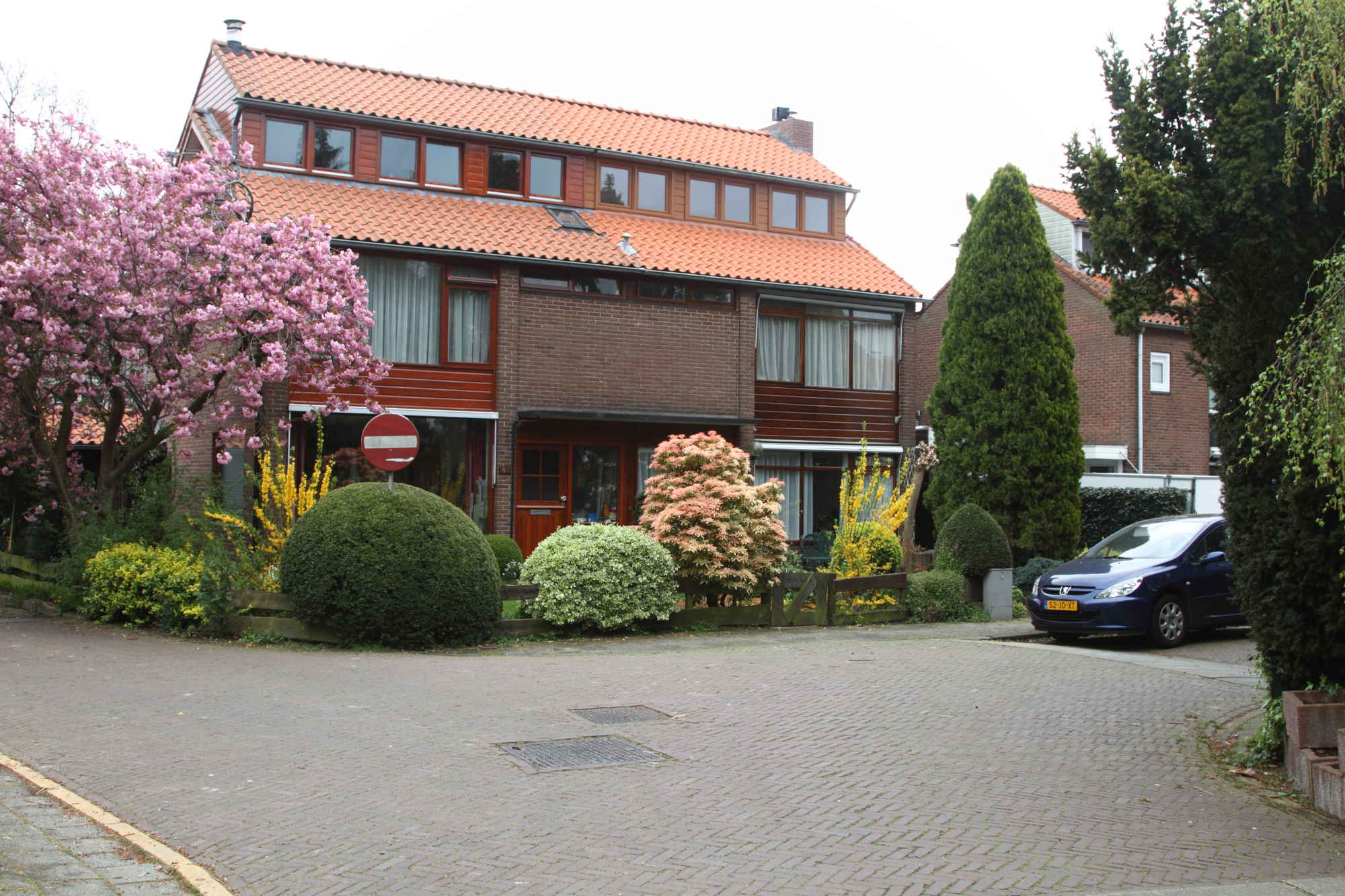
Vuntuslaan in Alt-Loosdrecht, 2014

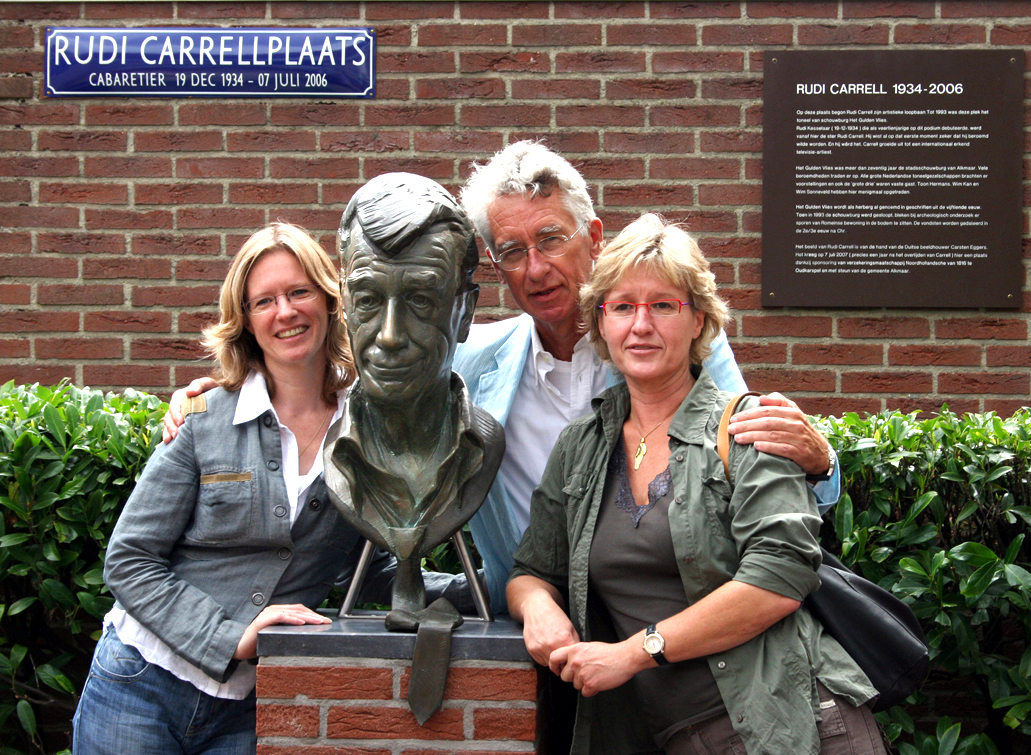
Annemieke und Caroline mit Adriaan Kesselaar, 2007

Rudi hatte im Alter von 17 Jahren die 15-jährige Truus de Vries kennengelernt. Die beiden verlobten sich 1953 und heirateten am 16. Mai 1957 in Truus’ Heimatdorf Sint Pancras, das unweit von Alkmaar lag. Die beiden mieteten zunächst ein möbliertes Hausboot und kauften im Sommer 1958 für 25.000 Gulden eine kleine Doppelhaushälfte in Alt-Loosdrecht, Vuntuslaan 83. Rudis Vater wohnte demgegenüber nur in einem gemieteten Haus, wobei ihm der immense Erfolg seines Sohns nicht behagte. Truus und Rudi bekamen zwei Töchter (Annemieke, * 1958 und Caroline, * 1962). Schon zur Zeit der Geburt des zweiten Kindes war die Ehe nicht mehr intakt.

#### In Deutschland

##### Bremen
Mit seiner Arbeit bei Radio Bremen zog Carrell nach Bremen, zunächst in eine kleine Stadtwohnung, während seine Familie in Loosdrecht blieb. Dann mietete er einen Bungalow im Stadtteil Oberneuland, wo er mit seiner Familie wohnte. Dort gelang es zwar den Kindern, nicht aber Truus, sich einzuleben. 1967 kam es zur Trennung, jedoch erst 1973 zur Scheidung. Carrell überschrieb ihr dabei das Haus in Loosdrecht. Carrell lebte fast ununterbrochen bis zu seinem Tod in Deutschland, besaß allerdings nie die deutsche Staatsbürgerschaft.

##### Anke Bobbert
Beim Bremer Sechstagerennen lernte Carrell die Bremerin und Tochter eines Schneidermeisters Anke Bobbert (1940–2000) kennen. Sie arbeitete in der Verwaltung der Stadtwerke und wurde Carrells Freundin. 1972 hatte sie eine Affäre mit André Heller, dann drängte sie darauf, dass Carrell sich scheiden ließ. Am 1. Februar 1974 heirateten die beiden in Bruchhausen-Vilsen. Sie hatten einen Sohn, Alexander (* 3. Juni 1977). Durch die Anstrengungen bei der Geburt bekam Anke Rheuma; die Veranlagung zu dieser Krankheit wurde in der Familie vererbt. Rudi suchte daraufhin mit Anke viele Spezialisten auf, um eine Heilung zu ermöglichen, es stellte sich aber ein chronischer Verlauf heraus, der dafür sorgte, dass sich Anke immer seltener in die Öffentlichkeit begab und schließlich an der Krankheit starb.

##### Scholen
Ende der 1960er Jahre kaufte sich Carrell ein umgebautes Bauernhaus in Scholen und zog dort mit Anke ein:

„Ich hatte das Haus durch Zufall entdeckt. Es sah von außen wie ein richtiger Bauernhof aus, von innen aber wie eine Art englischer Bungalow, schön antik eingerichtet, altes Holz, offener Kamin. Es könnte ein Landhaus aus einem Durbridge-Krimi sein.“

#### Belgien und Spanien
Als Carrell seine Filme drehte, brachte es für ihn erhebliche Steuervorteile, im Ausland zu wohnen. So zog er in den Norden von Belgien, in die Nähe des Freizeitparks Bobbejaanland. Das deutsche Anwesen wurde zum Zweitwohnsitz. Dort blieben Rudi und Anke aber nicht lange, bereits nach einem Jahr erlaubten die Filmgagen eine Villa mit Swimmingpool im spanischen El Rosario:

„Es war herrlich, es gab da alles. Nutten und Filmstars, Gangster und Gauner, Rauschgifthändler, Zuhälter, Hochstapler, Millionäre, schöne Frauen. Es war ein Tummelplatz für die schrägsten Vögel aus aller Welt. Das alles zu beobachten war eine einzige Gaudi für mich, und ich habe wahnsinnig viel gelacht. Niemand war da normal, außer den Touristen.“

Eine Woche vor Am laufenden Band flog er nach Bremen und meist schon am Tag nach der Show wieder zurück.

#### Wachendorf
Mit den großen Nebeneinnahmen schien Carrell sein Bauernhaus nicht mehr angemessen zu sein:

„Wir suchten etwas mit Wasser und entdeckten dann über eine Zeitungsannonce das Anwesen in Wachendorf mit einer ganzen Reihe von Gebäuden und dem herrlichen See. Das fand ich so toll, dass ich es 1975 sofort gekauft habe.“

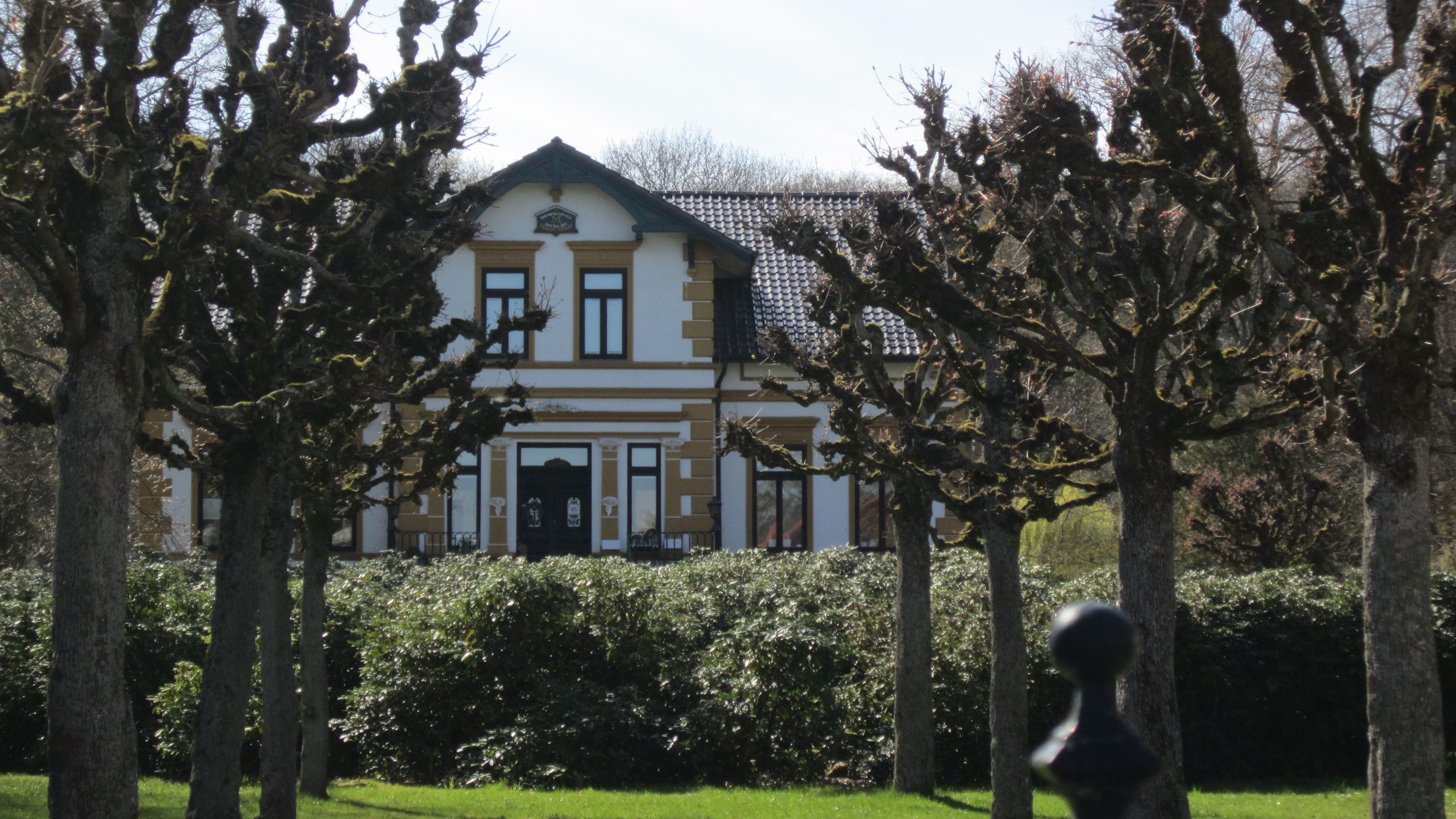
Herrenhaus auf Gut Wachendorf

Es war das Rittergut Wachendorf – 30 Kilometer südlich von Bremen –, ein 12 Hektar großes Grundstück mit altem Baumbestand und Bauernhof in Syke, Stadtteil Wachendorf, das 500.000 DM kostete. Seine Frau organisierte die Umbauten, die vor allem sein Werbevertrag mit Edeka finanzierte. Deswegen nannte Carrell sein Haus auch Casa Edeka. Er unterstützte das Dorfleben und ließ beispielsweise seine gesamte Familie in den Schützenverein eintreten, obwohl dessen Aktivitäten niemanden aus der Familie sonderlich interessierten.

#### Okel
Carrell war leidenschaftlicher Golfer; in der Umgebung seines Anwesens in Wachendorf gab es aber keine ansprechende Golfanlage. 1990 war er einer der Gründer eines Golfplatzes mit 27 Löchern in Syke, Ortsteil Okel.
Bis zu seinem Tode war Carrell Ehrenmitglied und Hall-of-Famer des Vereins. 2013 wurde dort eine Carrell-Lounge eröffnet.

#### Herkunft
1979 schaute Carrell mit einem Mitarbeiter der Stadtverwaltung Alkmaar nach seinen Vorfahren. Er hatte die Vermutung, er stamme von deutschen Vorfahren ab, da sein Perfektionsdrang untypisch für einen Niederländer sei. Seine Mutter hatte, so weit die Aufzeichnungen reichten, niederländische Vorfahren, aber bei seinem Vater fand sich ein Vorfahr aus Schlesien. Carrells Ur-Ur-Urgroßvater, Jakob Kesselaar, wurde 1805 geboren als Sohn von Friedhelm Kessler, geboren 1771 in Neustadt, Oberschlesien. Die Namensanpassung an die niederländische Sprache war dabei nicht ungewöhnlich.

#### Südfrankreich
Im Frühjahr 1980 kaufte sich Carrell in Èze ein Haus und zog dorthin. Er sagte rückblickend dazu:

„Ich brauchte dringend einen Ortswechsel, um abschalten zu können.“

„Ich habe damals wirklich gedacht, dass ich nie wieder Fernsehen machen kann, so ausgebrannt war ich da.“

Ein weiterer Grund lag in der Krankheit seiner Frau. Man glaubte, ein warmes Klima bringe ihr Linderung, es stellte sich dann aber heraus, dass Anke es nicht vertrug. Die Presse erfuhr erst mit Verzögerung von der Auslandswohnung, belagerte sie dann aber so sehr, dass ein Gericht Schmerzensgeld anerkannte. Schon Ende 1980 kehrte Carrell auf Anraten seines Beraters Leslie Roberts wieder nach Deutschland zurück:

„Er hat mich überzeugt weiterzumachen. Schließlich, so meinte er, gebe es doch viel zu wenig echte Persönlichkeiten im deutschen Fernsehen.“

#### Susanne Hoffmann
Bei den Arbeiten zu Rudis Tagesshow lernte Carrell die Drehbuchautorin Susanne Hoffmann (* 1960; † 2003) kennen, die zum Team gehörte. Es kam zu einer Beziehung, die sich verstärkte, als er vermehrt zu Hause arbeitete. Rudi hatte sich nämlich zu seinem 50. Geburtstag die alte Mühle auf seinem Grundstück zu einem Arbeitshaus umbauen lassen, so dass er nicht jeden Tag zu Radio Bremen fahren musste. 1997 gab er die Beziehung öffentlich bekannt. Bald nach dem Tod seiner Frau Anke durch Herzversagen am 23. Februar 2000 kam es auch zur Trennung von Susanne Hoffmann, die im Alter von 43 Jahren am 6. April 2003 an einem Gehirntumor starb. Den Rechtsstreit mit ihren Erben konnte Carrell durch einen Vergleich beenden.

#### Simone Felischak
Am 7. Februar 2001 heiratete Carrell in Australien seine dritte Ehefrau, die damals 30-jährige Magdeburger Köchin Simone Felischak (* 8. Mai 1970), die er 1995 beim Golfspiel in Bad Griesbach im Rottal kennengelernt hatte.

#### Letzte Jahre und Tod

##### Krebserkrankung
Kurz nach seinem 70. Geburtstag flog Carrell mit seiner Frau für mehrere Wochen in den Urlaub auf eine Karibikinsel. Während dieser Reise spürte er bereits, dass er erkrankt war, und eine Untersuchung im Klinikum Bremen stellte Lungenkrebs fest. Lungenkrankheiten traten bereits bei den Vorfahren auf, die Großmutter väterlicherseits starb mit 58 Jahren an Tuberkulose, der Vater im gleichen Alter ebenfalls an Lungenkrebs. Auch seine Schwester Truus war daran erkrankt, obwohl sie nie geraucht hatte, konnte aber gerade noch rechtzeitig geheilt werden. Allerdings war Carrell Kettenraucher; im Studio musste sogar jemand mit einem Wassereimer hinter ihm herlaufen, da dort Rauchen eigentlich verboten war.
Carrell nahm die Krankheit gelassen auf und sagte zu seinen Kindern:

„Ich habe alles gehabt, ich habe in meinem Beruf alles erreicht, ich hatte ein tolles Leben – wenn ich morgen tot umfalle, dann ist das auch okay.“

Im November 2005 bestätigte Carrell in einem Interview mit der Illustrierten Bunte, dass er an Lungenkrebs erkrankt sei. Er habe sich nach 51 Jahren mit bis zu drei Packungen Zigaretten pro Tag endlich das Rauchen abgewöhnt. Krank fühle er sich jedoch nicht:

„Krank sein heißt Fieber, Schmerzen, Übelkeit [… mir sind] all diese typischen Krankheitssymptome bisher, Gott sei Dank, erspart geblieben“

##### Das Ende seiner Fernseharbeit
Bei der Aufzeichnung der letzten Folge von 7 Tage, 7 Köpfe wirkte Carrell noch einmal selbst mit. Stumm tritt er auf und gibt noch einmal den Running Gag der Show zum Besten: Er schüttet mit Hilfe eines Seiles ein Glas Wasser über die Hose von Harald Schmidt und verschwindet wortlos. Schmidt bezeichnete Carrell als sein Vorbild. Die Sendung wurde am 31. Dezember 2005, der Silvester-Show und letztmaligen Ausgabe von 7 Tage, 7 Köpfe, ausgestrahlt. In einem Interview hieß es:

„Gags, die wir für 7 Tage, 7 Köpfe nicht gebrauchen können, hebe ich auf. Und wenn ich in den Himmel komme, werde ich damit etwas nebenbei verdienen.“

##### Letzter Fernsehauftritt

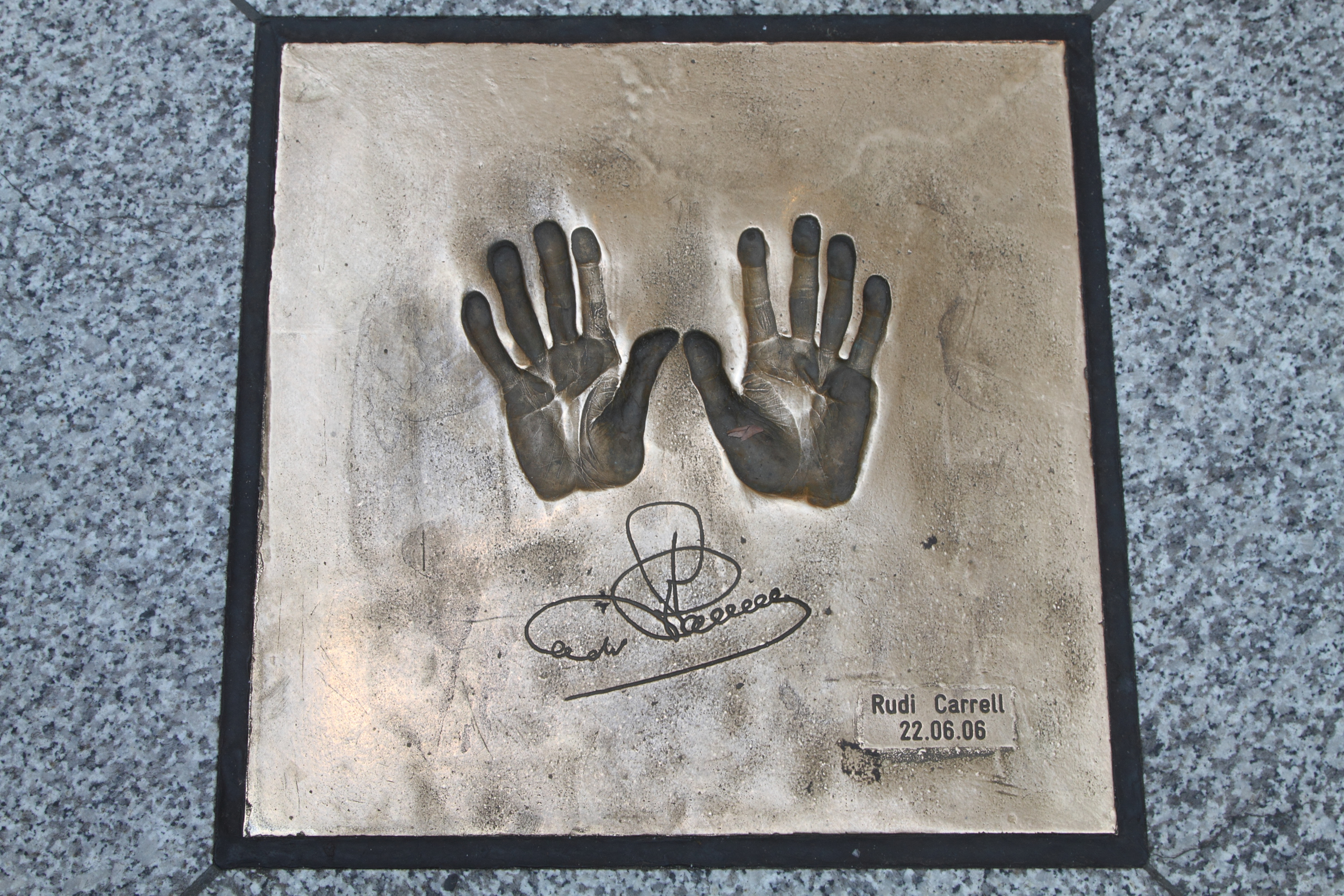
Abdruck der Hände in der Lloyd-Passage

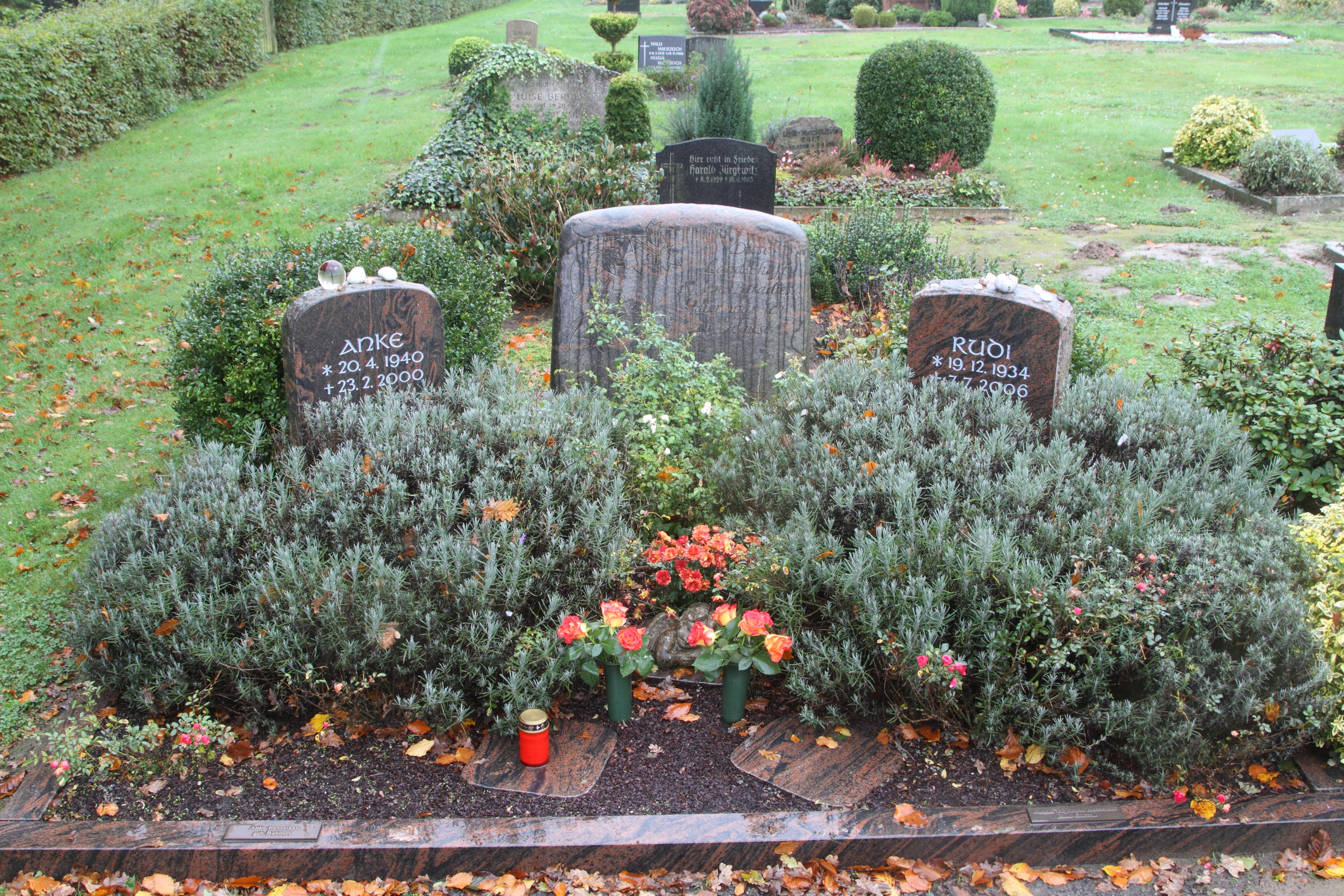
Grabstätte von Anke und Rudi Carrell

Bei einem erneuten Urlaub in der Karibik erfuhr Carrell, dass er die Goldene Kamera für sein Lebenswerk bekommen solle. Sofort dachte er sich Gags für einen perfekten Auftritt aus, die er bei der Preisvergabe am 2. Februar 2006 vortrug:

„Die Tatsache, dass ich hier heute Abend diesen Ehrenpreis in Empfang nehmen kann, verdanke ich in allererster Linie meiner Krankenversicherung, dem Klinikum Bremen-Ost und der deutschen Pharmaindustrie.“

Und in Hinblick auf seine geschwächte Stimme:

„Mit dieser Stimme kann man in Deutschland immer noch Superstar werden.“

Erst auf der Bühne dachte er sich folgende Ergänzung aus:

„Es war eine Ehre, in diesem Land und vor diesem Publikum Fernsehen machen zu dürfen.“

Es war sein letzter Auftritt im Fernsehen. Er hatte außerordentliche Beachtung gefunden:

„Das würde man sich wünschen, auch einmal so die Bühne verlassen zu können.“

Am 17. März 2006 erschien dann noch im Magazin der Süddeutschen Zeitung das letzte längere Interview, in dem Rudi Carrell sehr offen über den Tod sprach. Dabei kündigte er an, auf eine öffentliche Beerdigung verzichten zu wollen:

„Aus Angst vor den Jacob Sisters. Mit ihren komischen Pudeln zerstören sie doch jede Atmosphäre. Die waren ja auch bei Moshammer.“

##### Tod
Zum Schluss lebte Rudi Carrell zurückgezogen auf seinem Gutshof im Syker Stadtteil Wachendorf im Landkreis Diepholz. Er starb am 7. Juli 2006 gegen Mittag im Alter von 71 Jahren im Klinikum Bremen-Ost. Am 9. Juli 2006 fand im engsten Familienkreis eine Trauerfeier statt. Carrells Urne wurde am 25. Juli auf dem Friedhof in Heiligenfelde im niedersächsischen Heiligenfelde (Syke) beigesetzt. Entsprechend seinem letzten Wunsch wurde die Urne seiner zweiten Ehefrau umgebettet und ruht jetzt neben seiner auf dem Friedhof.

## Arbeitsweise
Veranstaltungen

Rudi Carrell versuchte bei seinen ersten Auftritten, mit unterschiedlichen Themen in seinen Darbietungen ein möglichst breites Publikum anzusprechen: 

„Bernd Stelter, mit dem ich wahnsinnig gerne in meiner Show 7 Tage, 7 Köpfe zusammengearbeitet habe, hat dieses unglaubliche, sehr seltene Talent, auf die Bühne zu gehen und sofort zu erfassen, wie die Stimmung im Saal ist, wer sein Publikum ist, wie er auf die gegebene Situation reagieren muss. Und innerhalb von wenigen Sekunden hat er das Publikum im Griff. Bei mir war das anders, als ich damals durch Holland tingelte und jeden Abend vor einem völlig anderen Publikum auftrat, das oft verschiedenartiger nicht hätte sein können. Ich habe schnell gemerkt, dass die Menschen so unterschiedlich gar nicht sind, auch wenn sie einen ganz anderen Hintergrund haben oder aus verschiedenen Schichten stammen. Letztlich lachen sie alle über dasselbe. Und ich habe in dieser Zeit gelernt, die breite Masse anzusprechen, ein Programm zu machen, das so vielen Menschen wie möglich Freude bereitet. Darum war ich später im Fernsehen auch so erfolgreich.“

Gags
Carrell bevorzugte kleine und schnelle Gags, lieber jede Minute ein Lächeln anstatt ein langatmiger Sketch von 10 Minuten mit nur einem großen Lacher am Ende.
Schon bei seiner ersten Show im Fernsehen legte Carrell Wert auf optische Gags, beispielsweise das „hinterhältige“ Überschütten eines Kollegen mit einem Eimer Wasser. Diesen Grundsatz hielt er bis zu seinem Lebensende bei, so bestand er in 7 Tage, 7 Köpfe darauf, dass in jeder Ausgabe mindestens ein solcher Gag vorkommen sollte. Und es half ihm auch zu Beginn der Rudi Carrell Show in Deutschland, als seine Kenntnisse der deutschen Sprache noch eingeschränkt waren.
Leslie Roberts

Gleich zu Beginn der Rudi Carrell Show befand man bei der VARA, dass Carrell einen Berater brauche, um mit jemandem über Ideen diskutieren zu können. Da es keinen geeigneten Niederländer für Carrells Stil gab, vermittelte man ihm Leslie Roberts aus England. Roberts hatte seine Karriere schon hinter sich, als Carrell ihn kennenlernte, und besaß umfassende Kenntnis über das Showbusiness, er war schon Tänzer im Varieté und Regisseur bei der BBC gewesen. Carrell hielt den Rat von Roberts für extrem wichtig, die wichtigsten Empfehlungen bestanden darin, dass man auf alle Details achten müsse und dass man aus einer schlechten Idee keine gute Show machen könne: 

„Du musst vergessen, eine gute Show machen zu wollen, sondern nur daran arbeiten, keine schlechte zu machen.“

„If you begin with shit, you’ll finish with shit.“

 Die Zusammenarbeit hielt bis Ende der 1980er Jahre an: 

„Er war alt und er war müde. Er hatte keine Lust mehr.“

Dick Harris

Dick Harris (1927–2010) hatte Philosophie und Französisch in Amsterdam studiert, dann aber abgebrochen, um als Varietékünstler aufzutreten, wobei er Carrell schon 1953 begegnete und diesem viele Ratschläge gab: 

„Es gibt niemanden, der meine Karriere so intensiv und so lange begleitet hat wie Dick Harris.“

 Eine kurze Zeit übernahm Harris die Regie bei der Rudi Carrell Show, dann trennten sich die Wege der beiden vorübergehend. 1968 trafen sie sich zufällig wieder und Harris wurde Carrells Manager:

„Er bekam 10% von all meinen Einnahmen. Wir haben lange Jahre phantastisch zusammengearbeitet und nie Streit gehabt, es war perfekt: Ich machte Shows, er machte die Geschäfte.“

Im September 1983 verschwand Harris und hinterließ eine Nachricht, die auf Selbstmord schließen ließ. Tatsächlich musste er wegen Steuerschulden flüchten, so genau, wie er die Finanzen für andere Leute verwaltet hatte, so wenig hatte er die eigenen Steuern gezahlt. Nach acht Monaten meldete sich Harris bei Carrell, konnte aber nicht wieder nach Deutschland kommen, was eine erneute Zusammenarbeit der beiden verhinderte.
Hobbys

Rudi Carrell hatte praktisch keine Hobbys: 

„Ich weiß nicht, was Rudi Carrell für ein Mensch ist, ich kenne Rudi nur beruflich. Ich glaube, Rudi ist auch nur beruflich.“

 Carrell beschäftigte sich nahezu jeden Tag vollkommen mit dem Fernsehen. Er guckte viele Sendungen, kannte jeden neuen Moderator sofort und liebte es, mit anderen über die Neuigkeiten des internationalen Showgeschäfts zu plaudern. Für ein Hobby blieb kaum Zeit. Während seiner Zeit in Loosdrecht hatte er sich eine Schmalfilmkamera gekauft, um seine Familie zu filmen – was aber auch seiner Arbeit nahekam. Er schaute gelegentlich Fußball und war Fan von Werder Bremen. Erst spät kam noch das Golfspiel hinzu.
Popularität

Für Carrell war es eine Selbstverständlichkeit, auf der Straße angesprochen zu werden: 

„Ich habe nie vergessen: Diesen Menschen habe ich alles zu verdanken. Mein Haus, mein Auto, meinen Urlaub. Ohne diese Menschen hätte ich das alles nicht.“

 Wenn ein Passant ihn aber fragte, ob er Herr Carrell sei, machte er sich einen Spaß daraus, sich als jemand anderes auszugeben und klärte es anschließend nicht auf.
Im Studio

Wenn Carrell ins Studio kam, war er stets perfekt vorbereitet. Dies erwartete er von seinen Mitarbeitern ebenso, sonst konnte er sich extrem aufregen: 

„Er war manchmal unausstehlich, weil er kein Benehmen hatte. Es war der schlechtest erzogene Mensch, der mir je begegnet ist.“

„Ich habe es geschafft, 13 Jahre engstens mit dem Mann zusammenzuarbeiten, und das ist in jedem Fall eine Leistung.“

„Das Schwierige an Rudi Carrell war, dass für ihn nur das Ergebnis zählte, wie man dahin kommt war ihm ziemlich egal. Es musste eine perfekte Sendung sein.“

Die Zusammenarbeit mit dem Regisseur war grundsätzlich problematisch, und auch bei den übrigen Mitarbeitern hatte er die Vorstellung, ihnen erklären zu müssen, wie sie ihre Arbeit zu verrichten haben: 

„Ich habe als Regisseur drei Shows mit ihm gemacht. Es ist ganz fürchterlich, mit ihm zusammenzuarbeiten. Er degradiert jeden zum Statisten. Ich habe nicht mit ihm gestritten, sondern still und leise den Kram hingelegt. Ihm hat wohl nie jemand gesagt, was Regie ist, und so lernt er es auch nie.“

„Dieser Mensch ist ein Unmensch, so was habe ich noch nie erlebt.“

 Carrells Berater Leslie Roberts war von Beschimpfungen aber grundsätzlich ausgenommen.
Unter den Mitarbeitern sprach man davon, dass bei Carrell das Drehbuch erst einen Tag nach der Sendung fertig sei. Wenn sich bei den Proben zeigte, dass etwas noch verbessert werden konnte, dann änderte es Carrell, so dass bis zur letzten Minute noch etwas umgestellt werden konnte.
Privat war Carrell eher in sich gekehrt. So beschränkte sich die Kommunikation mit den Mitarbeitern auf das Wesentliche. Bei Telefonaten rief er immer direkt an, ließ sich also nicht durch eine Sekretärin verbinden, und hielt das Gespräch kurz.
Prognosen über andere Fernsehstars
Carrell war bekannt dafür, dass er öffentlich über andere Fernsehstars urteilte. So sah er voraus, dass Günther Jauch ganz groß herauskommen werde. Am spektakulärsten war seine Wette über 10.000 Euro in der Talkshow von Reinhold Beckmann, dass Anke Engelke zwar eine Weltklasse-Komikerin sei, mit Anke Late Night als Nachfolge der Harald Schmidt Show aber scheitern werde. Die Show wurde tatsächlich nach wenigen Monaten vorzeitig eingestellt.

## Denkmal

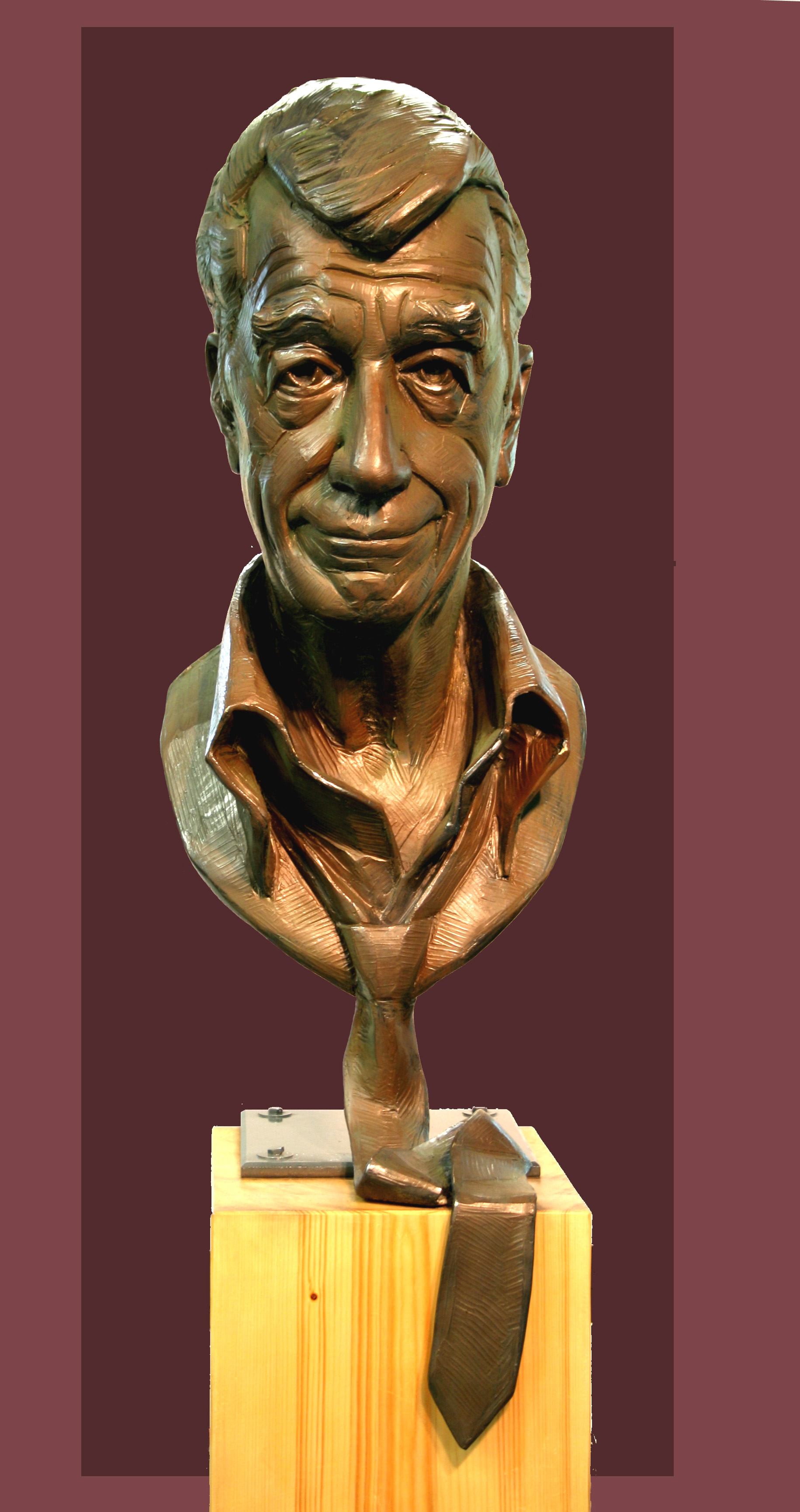
Das Rudi-Carrell-Denkmal von Bildhauer Carsten Eggers

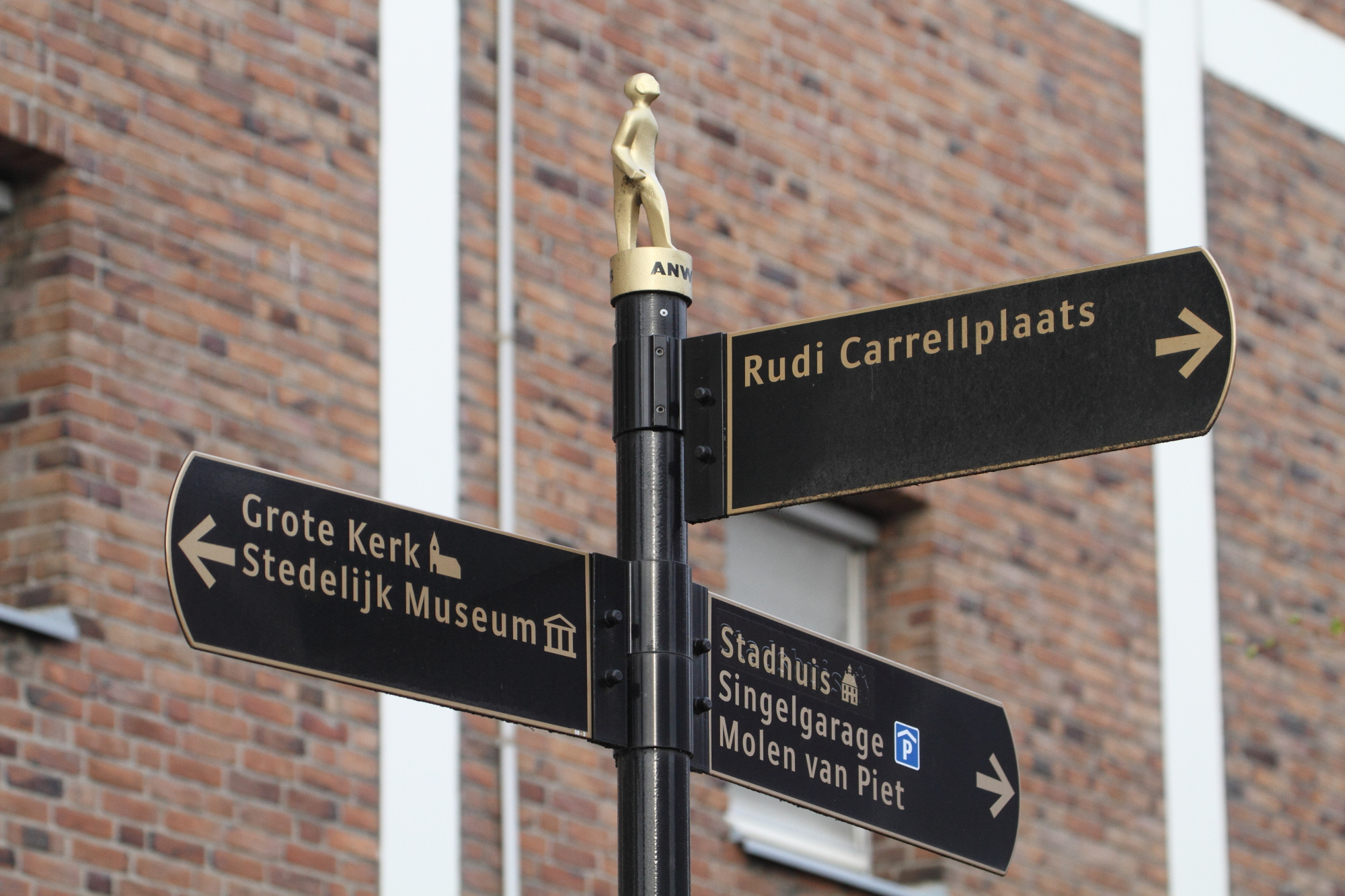
Wegweiser zum Rudi Carrellplaats

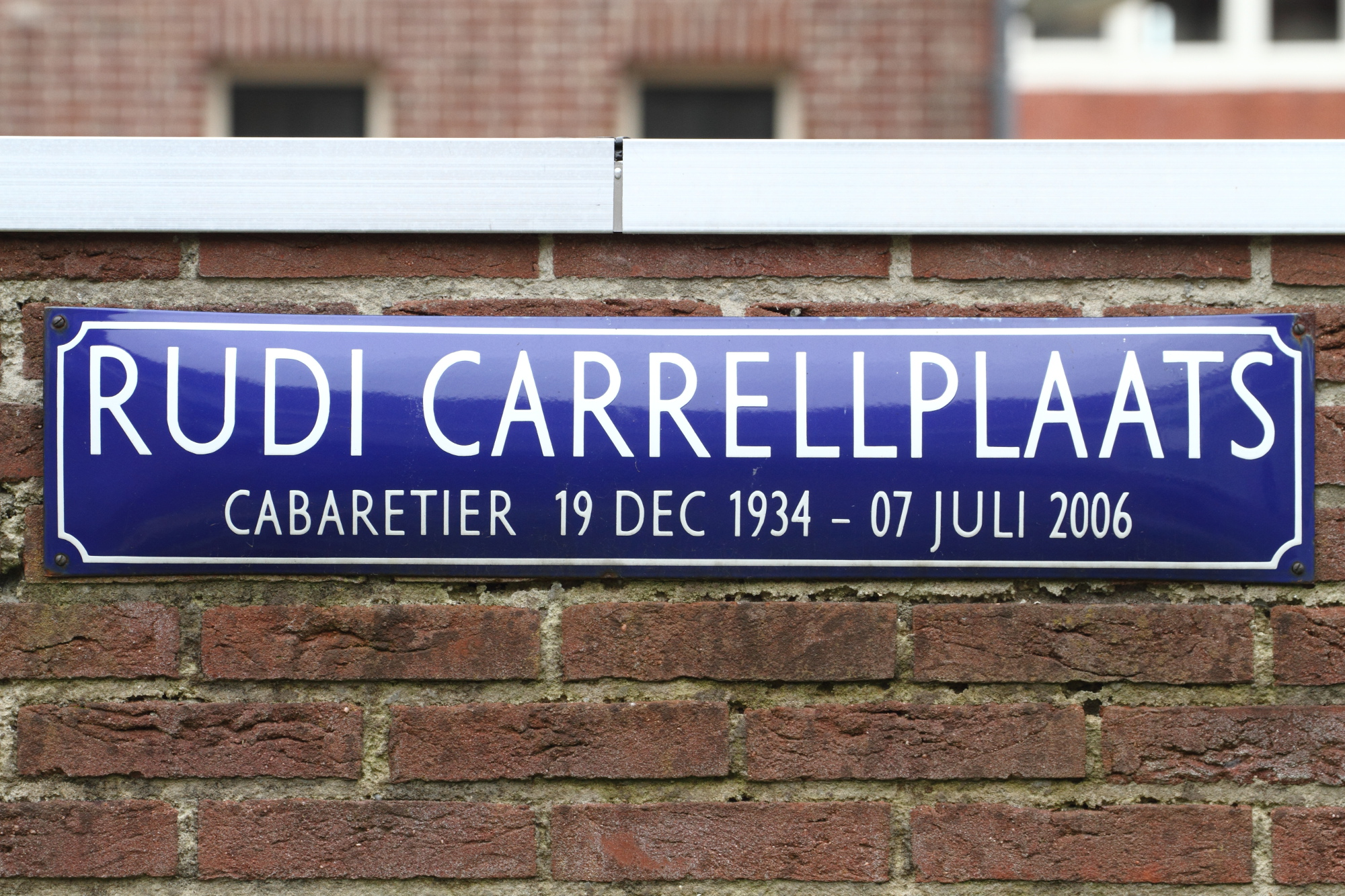
Rudi Carrellplaats in seiner Geburtsstadt Alkmaar

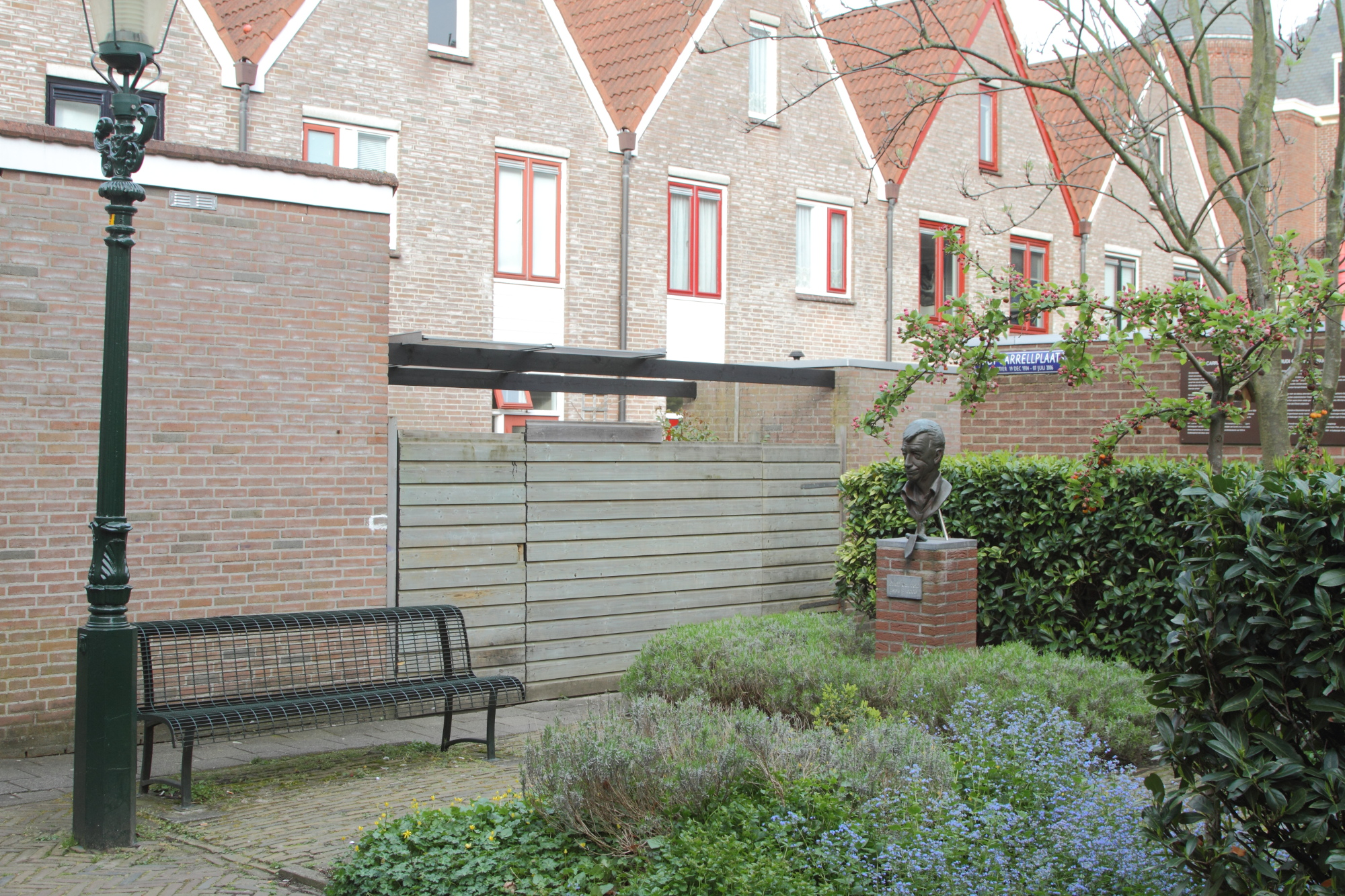
Rudi Carrellplaats

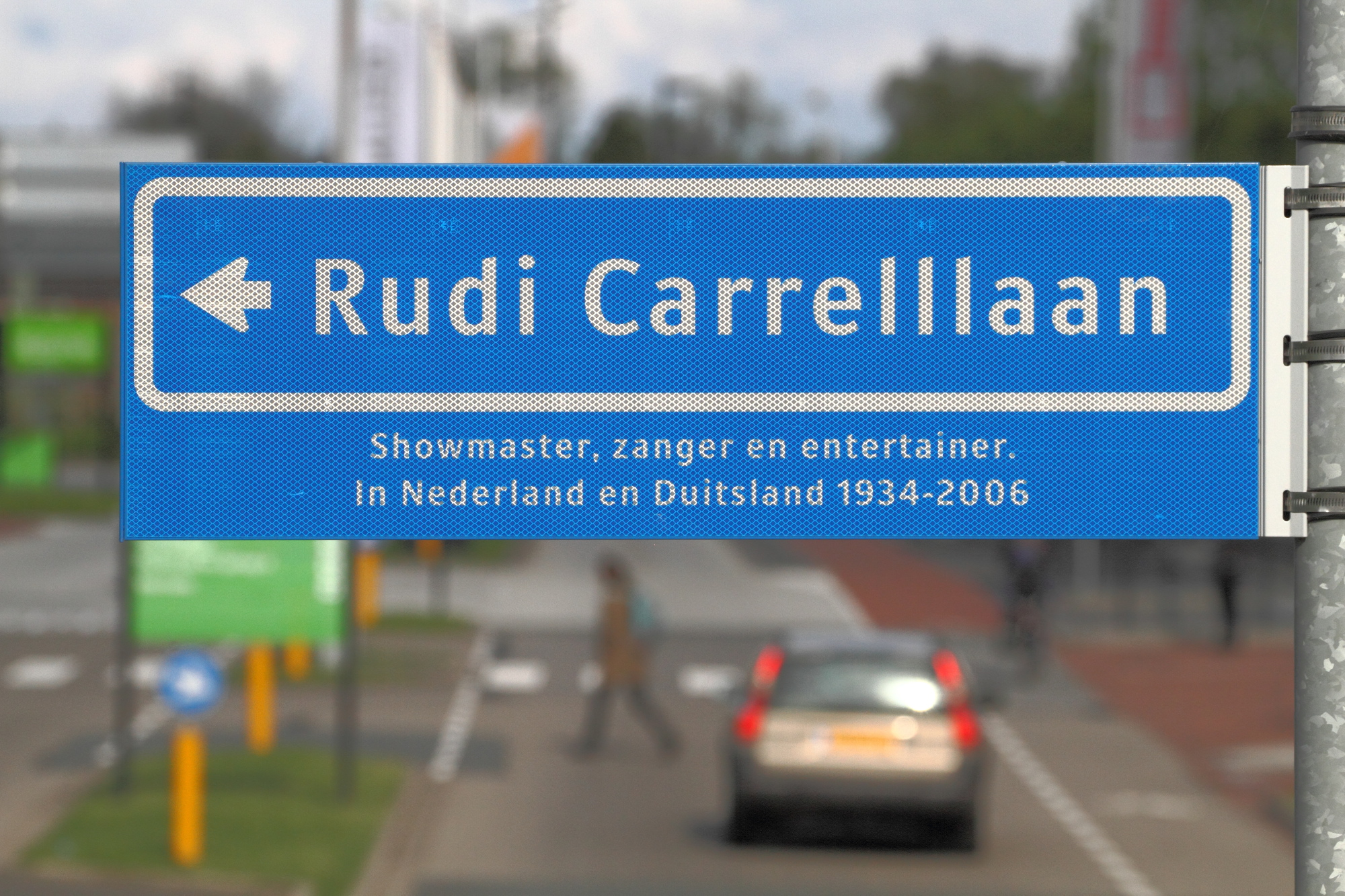
Rudi Carrelllaan zu Ehren von Rudi Carrell im Media Park Hilversum

Kurz vor seinem Tod saß Rudi Carrell für eine Bronze-Büste des Bildhauers Carsten Eggers Modell. Das Kunstwerk wurde noch zu seinen Lebzeiten fertig und später auf dem Rudi Carrellplaats in seiner Geburtsstadt Alkmaar aufgestellt. Die Einweihung fand am 7. Juli 2007, Carrells erstem Todestag, statt. Der Platz liegt an jener Stelle, an der die Bühne des 1993 abgerissenen Theaters Het Gulden Vlies stand, und damit dort, wo Carrells erster öffentlicher Auftritt stattfand.
Im November 2016 wurde die Büste am alten Standort abmontiert und am Grand Cafe Gulden Vlies, direkt an der belebten Fußgängerzone, montiert. Begründet wurde dies, weil der Showmaster zu Lebzeiten eher das Publikum suchte als die Ruhe und Stille, die den alten Standort auszeichnete. Die Benennung des Rudi Carrellplaats blieb unberührt.

## Auszeichnungen
- 1964: Rose d’Or: Silberne Rose für Die Rudi-Carrell-Show
- 1970: Silberner Bambi
- 1974: Goldener Bildschirm
- 1975: Goldene Kamera: Publikumspreis Bester Quizmaster
- 1975: Löwe von Radio Luxemburg: Ehrenlöwe
- 1975: Bambi
- 1975: Bravo Otto in Silber
- 1979: Bambi
- 1980: Bambi
- 1981: Goldener Gong für Rudis Tagesshow
- 1982: Goldene Europa für Rudis Tagesshow
- 1983: Goldene Kamera für Rudis Tagesshow
- 1984: Preis für den besten europäischen Show-Moderator
- 1985: Bundesverdienstkreuz I. Klasse für die deutsch-niederländische Verständigung
- 1987: Ehrenpreis des WDR
- 1988: Karl-Valentin-Orden
- 1992: Goldene Kamera: Publikumspreis „Bester Show-Gastgeber“ für Die Rudi-Carrell-Show
- 1998: Bambi Beste TV-Comedy für 7 Tage, 7 Köpfe
- 1998: Goldener Löwe von RTL: Beste TV-Comedy für 7 Tage, 7 Köpfe
- 1998: Bambi Leserpreis Beliebteste Comedy-Sendung
- 1999: Goldener Gong: Beste TV-Comedy für 7 Tage, 7 Köpfe
- 2001: Deutscher Comedypreis: Ehrenpreis für sein Lebenswerk
- 2001: Rose von Montreux: Ehrenrose
- 2001: Ridder in de Orde van de Nederlandse Leeuw: königliche Auszeichnung der Niederlande
- 2001: Alexander-Graham-Bell-Medaille[33]
- 2003: Deutscher Fernsehpreis: Ehrenpreis der Stifter
- 2003: Romy für sein Lebenswerk
- 2004: Deutscher Comedypreis: Sonderpreis für Ausdauer und Popularität für 7 Tage, 7 Köpfe
- 2005: Münchhausen-Preis
- 2006: Mall of Fame
- 2006: Goldene Kamera für sein Lebenswerk

## Diskografie

### Niederländisch

#### Singles (Auswahl)
- 1960: Wat een geluk / Panama-kanaal
- 1964: Een muis in een molen in mooi Amsterdam / Polonaise
- 1968: De hoogste tijd / Rottinkie
- 1976: Samen een straatje om / La la la
- 1980: Zij heeft nog nooit / Het wordt een moordknul

#### Kompilationen
- 1980: Komkommertijd

### Deutsch

#### Singles (Auswahl)
- 1966: Die Erste / Für Dich allein
- 1969: Ein kleines Kompliment / Ich geh’ an Deinem Haus vorbei (Where The Rainbow Ends)
- 1971: Trimm dich und halte dich fit / Wir sind alle kleine Sünderlein
- 1975: Wann wird’s mal wieder richtig Sommer? / Heul nicht
- 1975: Liebling, die Deutschen sterben aus / Mahlzeit
- 1975: La la la / Ich liebe dich
- 1976: Trink doch einen mit / Wer kann heut’ noch richtig flirten
- 1976: Rosi, lach mich noch mal an / Wir zwei, mein Hund und ich
- 1978: Goethe war gut / Mein Dorf
- 1979: Zu viel Schaum, zu wenig Bier / Der Herr gab allen Tieren ihren Namen
- 1980: Sie hat noch nie / Aber dennoch hat Herr Meier

#### Alben (Auswahl)
- 1974: Ein Abend mit Rudi Carrell
- 1975: Rudi Carrell
- 1976: Eine große Scheibe Carrell (Club-Sonderauflage)
- 1978: Rudi, Rudi, noch einmal
- 1995: Das Beste aus Rudis Urlaubsshow

#### Kompilationen (Auswahl)
- 1978: Goethe war gut
- 1979: Rudis Schlagershow
- 1996: Schlager am laufenden Band
- 2000: Sein ultimatives Album
- 2003: Unvergesslich (Kein Sommer ohne Rudi)
- 2006: Das Beste
- 2006: In Memoriam

## Filmografie

### Kino
- 1970: Wenn die tollen Tanten kommen
- 1971: Tante Trude aus Buxtehude
- 1971: Die tollen Tanten schlagen zu
- 1971: Rudi, benimm dich!
- 1971: Hochwürden drückt ein Auge zu (Cameo)
- 1973: Crazy – total verrückt
- 1979: Himmel, Scheich und Wolkenbruch
- 1988: Starke Zeiten

### Fernsehen (Auswahl)
- 1959: Redt een kind (Fernsehfilm, Regie: Jack Dixon)
- 1971: Glückspilze (Fernsehfilm, Regie: Thomas Engel)
- 1999: Ritas Welt – Die Wasserschlacht
- 2002: Das Amt, Die Akte Carrell
- 2004: Dittsche, 18. Kalenderwoche 2004

### Fernsehshows (Auswahl)
- 1960: Eurovision Song Contest 1960 (Teilnehmer für die Niederlande)
- 1961–1965 und 1967–1968: De Rudi Carrell Show (niederländisches Fernsehen)
- 1964: De Robinson Crusoë Show (niederländisches Fernsehen)
- 1965–1967 und 1968–1973: Die Rudi Carrell Show (deutsches Fernsehen)
- 1974–1979: Am laufenden Band
- 1980: Rudi kan het niet laten, Liedjesprogramma (niederländisches Fernsehen)
- 1981: Rudi kann’s nicht lassen, Geschichten und Lieder mit Rudi Carrell
- 1981–1987: Rudis Tagesshow
- 1983: De 1, 2, 3 Show (niederländisches Fernsehen)
- 1984–1987: Die verflixte 7
- 1987–1993: Herzblatt
- 1988–1992: Die Rudi Carrell Show – Laß Dich überraschen
- 1989: Rudis halbe Stunde
- 1992–1993: Rudis Tiershow
- 1993: Die Post geht ab!
- 1994–1996: Rudis Urlaubsshow
- 1995–1996: Rudis Lacharchiv
- 1996: Rudis Hundeshow
- 1996–2002: 7 Tage, 7 Köpfe
- 2000: Rudis Suchmaschine

### Fernsehdokumentation (Auswahl)
- 1999: Rudolf Wijbrand Kesselaar genannt Carrell – Fast ein Selbstporträt, ein Film von Klaus Michael Heinz, 90 Min., Das Erste, 18. Dezember 1999.
- 2006: Rudolf Wijbrand Kesselaar genannt Carrell – Fast ein Selbstporträt, ein Nachruf von Klaus Michael Heinz, 90 Min., Das Erste, 10. Juli 2006.
- 2009: Unser Bruder, Vater, Opa Rudi genannt Carrell, ein Film von Annemieke Kesselaar Klar und Dieter Klar, 45 Min., Das Erste, 20. Dezember 2009.
- 2019: Lass Dich überraschen am laufenden Band. Zum 85. Geburtstag von Rudi Carrell., Autor: Christian Stöffler, 105 Min., NDR Fernsehen, 19. Dezember 2019.

## Werke
- Rudi Carrell: Die Welt ist eine Show. Schwann, Düsseldorf 1972, ISBN 3-508-00228-4.
- Rudi Carrell: Gib mir mein Fahrrad wieder. Molden, Wien / München / Zürich / Innsbruck 1979, ISBN 3-217-00981-9.